# Liste chronologique des jeux de tir à la première personne
La liste chronologique des jeux de tir à la première personne répertorie les jeux vidéo de tir à la première personne (FPS) triés par ordre chronologique.
| Article                                                 | développeur                                                                               | éditeur                                                                                              | plate-forme | genre | date de publication |  |
| ------------------------------------------------------- | ----------------------------------------------------------------------------------------- | --- | --- | --- | --- |  |
| Maze War                                                |                                                                                           | | Ordinateur central | jeu de tir en vue subjective | 1974 |  |
| Spasim                                                  |                                                                                           | | Ordinateur central | jeu de tir en vue subjective | 01-03-1974 |  |
| SubRoc-3D                                               | Sega                                                                                      | Sega                                                                                                 | jeu d'arcade | jeu d'action jeu d'arcade jeu de tir en vue subjective                                                                                          | 1982 |  |
| Phantom Slayer                                          |                                                                                           | Microdeal                                                                                            | Dragon 32/64 | jeu de tir en vue subjective | 1982 |  |
| Duck Hunt                                               | Nintendo Research and Development 1                                                       | Nintendo                                                                                             | Nintendo Entertainment System | jeu de tir en vue subjective | 21-04-1984 |  |
| The Eidolon                                             | LucasArts                                                                                 | Epyx                                                                                                 | ZX Spectrum Commodore 64 MSX Amstrad CPC | jeu de tir en vue subjective jeu d'aventure | 1985 |  |
| Star Luster                                             | Namco                                                                                     | Namco                                                                                                | Nintendo Entertainment System | jeu de tir en vue subjective | 06-12-1985 |  |
| Star Voyager                                            |                                                                                           | Acclaim Entertainment                                                                                | Nintendo Entertainment System | jeu d'action jeu de tir en vue subjective | 23-12-1986 |  |
| Prohibition                                             | Infogrames                                                                                | Infogrames                                                                                           | | jeu de tir en vue subjective | 1987 |  |
| MIDI Maze                                               |                                                                                           | | Atari ST Super Nintendo Game Boy Game Gear | jeu de tir en vue subjective | 1987 |  |
| Platoon                                                 | Ocean Software                                                                            | Data East                                                                                            | Amiga | jeu de plates-formes jeu de tir en vue subjective                                                                                               | 1987 |  |
| Gotcha! The Sport!                                      | Atlus                                                                                     | LJN                                                                                                  | Nintendo Entertainment System | jeu de tir en vue subjective | 11-1987 |  |
| Operation Jupiter                                       | Bit Managers                                                                              | Infogrames                                                                                           | ZX Spectrum Acorn Archimedes DOS Nintendo Entertainment System Atari ST Commodore 64 Amstrad CPC MSX Apple IIGS                                                                            | jeu d'action jeu de tir en vue subjective | 1988 |  |
| The Colony                                              | David A. Smith                                                                            | Mindscape                                                                                            | DOS | jeu vidéo de réflexion jeu d'aventure jeu de tir en vue subjective monde ouvert                                                                 | 1988 |  |
| Total Eclipse                                           | Incentive Software                                                                        | Incentive Software                                                                                   | ZX Spectrum DOS Amstrad CPC Commodore 64 Amiga Atari ST | jeu de tir en vue subjective | 1988 |  |
| Dark Side                                               | Incentive Software                                                                        | | ZX Spectrum Commodore 64 Amstrad CPC Amiga Atari ST | jeu de tir en vue subjective | 1988 |  |
| Star Cruiser                                            | Arsys Software                                                                            | Arsys Software Masaya Namco                                                                          | Mega Drive PC-88 PC-98 Sharp X1 Sharp X68000 | jeu de tir en vue subjective | 05-1988 06-1988 1989 14-04-1989 21-12-1990 |  |
| Midwinter (jeu vidéo)                                   |                                                                                           | MicroProse                                                                                           | DOS Atari ST | jeu vidéo de stratégie jeu de tir en vue subjective monde ouvert                                                                                | 1989 |  |
| Day of the Viper                                        | Accolade                                                                                  | | DOS Amiga Atari ST | jeu de tir en vue subjective | 1989 |  |
| Interphase                                              | The Assembly Line                                                                         | Image Works                                                                                          | DOS | jeu vidéo de réflexion jeu de tir en vue subjective                                                                                             | 1989 |  |
| Aurail                                                  | Westone                                                                                   | Sega                                                                                                 | jeu d'arcade | jeu de tir jeu de tir en vue subjective | 1990 |  |
| Corporation                                             | Synthetic Dimensions                                                                      | Core Design                                                                                          | Amiga Atari ST Mega Drive | jeu de tir en vue subjective | 1990 |  |
| Thunderstrike                                           |                                                                                           | | DOS Amiga Atari ST | jeu de tir en vue subjective | 1990 |  |
| Golly! Ghost!                                           | Namco                                                                                     | Namco                                                                                                | | jeu de tir jeu de tir en vue subjective | 1990 |  |
| Midwinter II: Flames of Freedom                         |                                                                                           | Telecomsoft                                                                                          | DOS | jeu de tir en vue subjective monde ouvert | 1991 |  |
| Silent Debuggers                                        | Data East                                                                                 | G-Mode                                                                                               | PC-Engine | jeu de tir en vue subjective | 29-03-1991 |  |
| Hovertank 3D                                            | id Software                                                                               | Softdisk                                                                                             | DOS | jeu de tir en vue subjective | 04-1991 |  |
| Catacomb 3D                                             | id Software                                                                               | Softdisk                                                                                             | DOS | jeu de tir en vue subjective | 11-1991 |  |
| Death Duel                                              |                                                                                           | | Mega Drive | jeu de tir en vue subjective | 1992 |  |
| Alcatraz                                                |                                                                                           | Infogrames                                                                                           | Amiga | shoot 'em up jeu de tir en vue subjective | 1992 |  |
| Wolfenstein 3D                                          | id Software                                                                               | 3D Realms                                                                                            | Game Boy Advance Mac OS Super Nintendo Jaguar Atari ST AmigaOS 3DO Interactive Multiplayer Pocket PC Xbox 360 PlayStation 3 Microsoft Windows Acorn Archimedes MS-DOS Apple IIGS Amiga iOS | jeu de tir en vue subjective | 05-05-1992 |  |
| X                                                       | Nintendo Entertainment Analysis and Development                                           | Nintendo                                                                                             | Game Boy | jeu de combat motorisé jeu de tir en vue subjective                                                                                             | 29-05-1992 |  |
| Space Gun                                               | Taito                                                                                     | | ZX Spectrum Amstrad CPC | jeu de tir en vue subjective | 01-06-1992 |  |
| Spear of Destiny                                        | id Software                                                                               | FormGen                                                                                              | Linux DOS Amiga Super Nintendo Microsoft Windows | jeu de tir en vue subjective | 18-09-1992 |  |
| Ken's Labyrinth                                         | Ken Silverman                                                                             | Epic Games                                                                                           | Linux Microsoft Windows | jeu de tir en vue subjective | 01-01-1993 |  |
| The Terminator: Rampage                                 | Bethesda Softworks                                                                        | | DOS | jeu de tir en vue subjective | 01-01-1993 |  |
| Hired Guns                                              | Rockstar North                                                                            | SCE Studio Liverpool                                                                                 | Amiga | jeu vidéo de rôle jeu de tir en vue subjective                                                                                                  | 1993 |  |
| Ultrabots                                               | NovaLogic                                                                                 | Electronic Arts                                                                                      | DOS | jeu de tir en vue subjective | 1993 |  |
| Space Hulk                                              | Electronic Arts                                                                           | Electronic Arts                                                                                      | DOS Amiga | jeu de tir en vue subjective jeu de tactique en temps réel                                                                                      | 06-1993 |  |
| SEAL Team                                               | Electronic Arts                                                                           | | DOS | jeu de tir en vue subjective | 01-06-1993 |  |
| Bram Stoker's Dracula                                   | Traveller's Tales                                                                         | SCE Studio Liverpool                                                                                 | DOS | jeu de tir en vue subjective | 09-1993 |  |
| Isle of the Dead                                        |                                                                                           | | DOS | jeu de tir en vue subjective jeu d'aventure | 12-1993 |  |
| Blake Stone: Aliens of Gold                             | JAM Productions                                                                           | Apogee Software                                                                                      | DOS Microsoft Windows | jeu de tir en vue subjective | 03-12-1993 |  |
| Doom                                                    | id Software Nerve Software                                                                | GT Interactive Activision Atari Sega Valve Corporation Williams Manufacturing Company Ocean Software | Game Boy Advance RISC PC NeXT 3DO Interactive Multiplayer Linux Xbox Microsoft Windows Super Nintendo 32X PlayStation Amiga DOS Xbox 360 PlayStation 3 Macintosh Saturn iOS                | jeu de tir en vue subjective science-fiction | 10-12-1993 1993 14-11-1994 21-11-1994 1994 28-11-1994 03-12-1994 01-09-1995 26-10-1995 16-11-1995 12-1995 01-03-1996 19-04-1996 26-04-1996 20-08-1996 1996 31-03-1997 11-07-1997 1997 28-10-2001 16-11-2001 27-09-2006 28-09-2006 18-01-2012 |  |
| Super 3D Noah's Ark                                     | Wisdom Tree                                                                               | Wisdom Tree                                                                                          | DOS Super Nintendo macOS | jeu de tir en vue subjective | 1994 |  |
| Zero Tolerance                                          | Technopop                                                                                 | Accolade                                                                                             | Mega Drive | jeu de tir en vue subjective | 1994 |  |
| Body Count (jeu vidéo, Capstone)                        | Capstone Software                                                                         | | DOS | jeu de tir en vue subjective | 1994 |  |
| The Fortress of Dr. Radiaki                             |                                                                                           | | DOS | jeu de tir en vue subjective | 1994 |  |
| Depth Dwellers                                          |                                                                                           | | | jeu de tir en vue subjective | 1994 |  |
| Corridor 7: Alien Invasion                              | Capstone Software                                                                         | IntraCorp                                                                                            | DOS | jeu de tir en vue subjective | 1994 |  |
| Cyclones                                                | Raven Software                                                                            | Strategic Simulations                                                                                | DOS | jeu de tir en vue subjective | 1994 |  |
| AX-101                                                  | Micronet co., Ltd.                                                                        | Sega                                                                                                 | Mega-CD | jeu de tir en vue subjective | 25-03-1994 |  |
| Escape From Monster Manor                               | The 3DO Company                                                                           | Electronic Arts                                                                                      | 3DO Interactive Multiplayer | jeu de tir en vue subjective | 26-03-1994 |  |
| Doom II: Hell on Earth                                  | id Software Nerve Software                                                                | GT Interactive Bethesda Softworks Activision Virgin Interactive Valve Corporation                    | Game Boy Advance NeXT DOS Microsoft Windows PlayStation 3 Linux | jeu de tir en vue subjective survival horror science-fiction jeu d'action                                                                       | 30-09-1994 |  |
| Alien vs. Predator                                      | Rebellion Developments                                                                    | Atari Corporation                                                                                    | Jaguar | jeu de tir en vue subjective | 20-10-1994 |  |
| Blake Stone 2: Planet Strike                            | JAM Productions                                                                           | Apogee Software                                                                                      | DOS Microsoft Windows | jeu de tir en vue subjective | 28-10-1994 |  |
| Nitemare 3D                                             |                                                                                           | | Microsoft Windows DOS | jeu de tir en vue subjective | 12-12-1994 |  |
| Marathon                                                | Bungie Studios                                                                            | Bungie Studios                                                                                       | Apple Pippin iOS | jeu de tir en vue subjective | 21-12-1994 |  |
| Rise of the Triad                                       | Apogee Software                                                                           | Apogee Software                                                                                      | Linux Microsoft Windows DOS iOS | jeu de tir en vue subjective | 21-12-1994 |  |
| Heretic                                                 | Raven Software                                                                            | id Software GT Interactive                                                                           | Linux DOS Mac OS Amiga Microsoft Windows | jeu de tir en vue subjective fantasy | 23-12-1994 |  |
| The Terminator: Future Shock                            | Bethesda Softworks                                                                        | Bethesda Softworks                                                                                   | DOS | jeu de tir en vue subjective | 1995 |  |
| I.M. Meen                                               | Animation Magic                                                                           | Simon & Schuster                                                                                     | | jeu de tir en vue subjective jeu éducatif logiciel ludo-éducatif                                                                                | 1995 |  |
| CyberMage: Darklight Awakening                          | Origin Systems                                                                            | Electronic Arts                                                                                      | DOS | jeu de tir en vue subjective | 1995 |  |
| Defcon 5                                                |                                                                                           | | DOS | jeu de tir en vue subjective | 1995 |  |
| Nerves of Steel                                         |                                                                                           | | | jeu de tir en vue subjective | 1995 |  |
| Alien Breed 3D                                          | Team17                                                                                    | Ocean Software                                                                                       | Amiga Amiga CD32 | jeu de tir en vue subjective | 1995 |  |
| William Shatner's TekWar                                | Capstone Software                                                                         | | DOS | jeu de tir en vue subjective | 1995 |  |
| Mortal Coil: Adrenalin Intelligence                     |                                                                                           | Virgin Interactive                                                                                   | DOS | jeu de tir en vue subjective | 1995 |  |
| Pyrotechnica                                            | SCE Studio Liverpool                                                                      | SCE Studio Liverpool                                                                                 | DOS | jeu de tir en vue subjective jeu de tir à la troisième personne                                                                                 | 1995 |  |
| H.U.R.L.                                                |                                                                                           | | MS-DOS | jeu de tir en vue subjective | 1995 |  |
| Metal Head                                              | Sega                                                                                      | Sega                                                                                                 | 32X | jeu de tir en vue subjective | 24-02-1995 |  |
| Star Wars: Dark Forces                                  | LucasArts                                                                                 | LucasArts                                                                                            | DOS PlayStation Microsoft Windows | jeu de tir en vue subjective | 28-02-1995 |  |
| Descent (jeu vidéo)                                     | Parallax Software                                                                         | Interplay Entertainment                                                                              | Acorn Archimedes DOS PlayStation Linux Mac OS Microsoft Windows | jeu de tir en vue subjective | 28-02-1995 |  |
| Robotica                                                | Micronet co., Ltd.                                                                        | Acclaim Entertainment                                                                                | Saturn | jeu de tir en vue subjective | 24-03-1995 |  |
| Quarantine                                              |                                                                                           | GameTek                                                                                              | 3DO Interactive Multiplayer DOS PlayStation | jeu de tir en vue subjective monde ouvert | 14-09-1995 |  |
| Immercenary                                             |                                                                                           | Electronic Arts                                                                                      | 3DO Interactive Multiplayer | action-RPG jeu de tir en vue subjective | 22-09-1995 |  |
| Witchaven                                               | Capstone Software                                                                         | IntraCorp                                                                                            | DOS | jeu de tir en vue subjective | 30-09-1995 |  |
| Hexen                                                   | Raven Software                                                                            | id Software                                                                                          | Nintendo 64 Linux PlayStation Mac OS Amiga DOS Microsoft Windows | jeu de tir en vue subjective | 30-10-1995 |  |
| DeathKeep                                               | Lionhead Studios                                                                          | Strategic Simulations                                                                                | 3DO Interactive Multiplayer Microsoft Windows | jeu de tir en vue subjective | 11-1995 |  |
| PO'ed                                                   |                                                                                           | Accolade                                                                                             | 3DO Interactive Multiplayer | jeu de tir en vue subjective | 06-11-1995 |  |
| Marathon 2: Durandal                                    | Bungie Studios                                                                            | Bungie Studios                                                                                       | Linux Microsoft Windows | jeu de tir en vue subjective | 24-11-1995 |  |
| Congo The Movie: The Lost City of Zinj                  |                                                                                           | Sega                                                                                                 | Saturn | jeu de tir en vue subjective | 1996 |  |
| The Terminator: SkyNET                                  | Bethesda Softworks                                                                        | Bethesda Softworks                                                                                   | DOS | jeu de tir en vue subjective | 1996 |  |
| Alien Breed 3D II: The Killing Grounds                  | Team17                                                                                    | Ocean Software                                                                                       | Amiga 1200 | jeu de tir en vue subjective | 1996 |  |
| Chex Quest                                              | Digital Café                                                                              | | DOS | jeu de tir en vue subjective | 1996 |  |
| Eradicator                                              | Accolade                                                                                  | | DOS Microsoft Windows | jeu de tir en vue subjective jeu de tir à la troisième personne                                                                                 | 1996 |  |
| Magestorm                                               | Mythic Entertainment                                                                      | Mythic Entertainment                                                                                 | Microsoft Windows | jeu de tir en vue subjective | 1996 |  |
| Testament                                               | Black Element Software                                                                    | | Amiga | jeu de tir en vue subjective | 1996 |  |
| Creature Shock                                          | Argonaut Games                                                                            | Virgin Interactive                                                                                   | 3DO Interactive Multiplayer DOS CD-i PlayStation | jeu de tir en vue subjective shoot 'em up | 19-01-1996 |  |
| Duke Nukem 3D                                           | 3D Realms                                                                                 | GT Interactive                                                                                       | Nintendo 64 Microsoft Windows Android Linux DOS Mega Drive PlayStation Mac OS Amiga PlayStation 3 macOS iOS                                                                                | jeu de tir en vue subjective | 29-01-1996 |  |
| Krazy Ivan                                              |                                                                                           | SCE Studio Liverpool                                                                                 | Microsoft Windows PlayStation | jeu de tir en vue subjective | 15-02-1996 |  |
| Descent II                                              | Parallax Software                                                                         | Interplay Entertainment                                                                              | Acorn Archimedes DOS Microsoft Windows | jeu de tir en vue subjective | 29-02-1996 |  |
| Terra Nova: Strike Force Centauri                       | Looking Glass Studios                                                                     | | DOS | jeu de tir en vue subjective | 05-03-1996 |  |
| Ghen War                                                |                                                                                           | Sega                                                                                                 | Saturn | jeu de tir en vue subjective | 26-04-1996 |  |
| Witchaven II                                            | Capstone Software                                                                         | IntraCorp                                                                                            | Microsoft Windows DOS | jeu de tir en vue subjective | 06-05-1996 |  |
| Strife                                                  | Rogue Entertainment                                                                       | | Microsoft Windows DOS | jeu de tir en vue subjective | 31-05-1996 |  |
| Alien Trilogy                                           | Acclaim Cheltenham                                                                        | Acclaim Entertainment                                                                                | DOS PlayStation Saturn | jeu de tir en vue subjective | 31-05-1996 |  |
| Final Doom                                              | id Software                                                                               | GT Interactive                                                                                       | Microsoft Windows DOS PlayStation | jeu de tir en vue subjective | 31-05-1996 |  |
| Quake                                                   | id Software                                                                               | GT Interactive                                                                                       | MS-DOS Mac OS Nintendo 64 Amiga Linux Microsoft Windows | jeu de tir en vue subjective | 22-06-1996 |  |
| Space Hulk: Vengeance of the Blood Angels               |                                                                                           | Electronic Arts                                                                                      | 3DO Interactive Multiplayer Microsoft Windows DOS PlayStation | jeu de tir en vue subjective jeu de tactique en temps réel                                                                                      | 01-07-1996 |  |
| Team Fortress                                           |                                                                                           | | Microsoft Windows | jeu de tir en vue subjective | 09-1996 |  |
| Magic Carpet 2                                          | Bullfrog Productions                                                                      | Electronic Arts                                                                                      | DOS | jeu de tir en vue subjective | 08-09-1996 |  |
| Avara                                                   | Ambrosia Software                                                                         | Ambrosia Software                                                                                    | macOS | jeu de tir en vue subjective | 17-09-1996 |  |
| Marathon Infinity                                       | Bungie Studios                                                                            | Bungie Studios                                                                                       | Linux | jeu de tir en vue subjective | 15-10-1996 |  |
| Chill Manor                                             | Animation Magic                                                                           | Simon & Schuster                                                                                     | DOS | jeu de tir en vue subjective jeu éducatif logiciel ludo-éducatif                                                                                | 16-10-1996 |  |
| Exhumed                                                 | Lobotomy Software                                                                         | Playmates Toys                                                                                       | DOS PlayStation | jeu de tir en vue subjective | 31-10-1996 |  |
| Killing Time                                            | The 3DO Company                                                                           | The 3DO Company                                                                                      | 3DO Interactive Multiplayer Microsoft Windows | jeu de tir en vue subjective | 31-10-1996 |  |
| Tunnel B1                                               |                                                                                           | Ocean Software                                                                                       | DOS | jeu d'action jeu de tir en vue subjective | 31-10-1996 |  |
| Disruptor                                               | Insomniac Games                                                                           | Vivendi Games                                                                                        | 3DO Interactive Multiplayer PlayStation | jeu de tir en vue subjective | 30-11-1996 |  |
| Realms of the Haunting                                  | Gremlin Graphics Software                                                                 | Interplay Entertainment                                                                              | Microsoft Windows | film interactif jeu de tir en vue subjective | 31-12-1996 |  |
| XS                                                      | SCi Entertainment                                                                         | GT Interactive                                                                                       | Microsoft Windows DOS | jeu de tir en vue subjective | 31-12-1996 |  |
| Rebel Moon Rising                                       |                                                                                           | GT Interactive                                                                                       | Microsoft Windows | jeu de tir en vue subjective | 1997 |  |
| Helicops                                                | 7th Level                                                                                 | | ordinateur personnel | jeu de tir en vue subjective | 1997 |  |
| Chex Quest 2                                            | Digital Café                                                                              | Digital Café                                                                                         | DOS | jeu de tir en vue subjective | 1997 |  |
| Damage Incorporated                                     |                                                                                           | WizardWorks Software                                                                                 | Microsoft Windows | jeu de tir en vue subjective | 1997 |  |
| Egg Venture                                             |                                                                                           | | jeu d'arcade | jeu de tir en vue subjective | 1997 |  |
| Shrak                                                   | Quantum Axcess                                                                            | Quantum Axcess                                                                                       | Microsoft Windows | jeu de tir en vue subjective | 30-01-1997 |  |
| Magic Carpet                                            | Bullfrog Productions                                                                      | Electronic Arts                                                                                      | DOS PlayStation | jeu de tir en vue subjective | 14-02-1997 |  |
| Turok: Dinosaur Hunter                                  | Iguana Entertainment                                                                      | Acclaim Entertainment                                                                                | Nintendo 64 Microsoft Windows | jeu de tir en vue subjective | 28-02-1997 |  |
| G-Nome                                                  | 7th Level                                                                                 | 7th Level                                                                                            | Microsoft Windows | jeu de tir en vue subjective Simulation de véhicule                                                                                             | 28-02-1997 |  |
| Outlaws                                                 | LucasArts                                                                                 | LucasArts                                                                                            | Microsoft Windows | jeu de tir en vue subjective | 03-1997 |  |
| Quiver                                                  |                                                                                           | | DOS | jeu de tir en vue subjective | 03-1997 |  |
| Doom 64                                                 | Midway Games                                                                              | Midway Games                                                                                         | Nintendo 64 | jeu de tir en vue subjective | 31-03-1997 |  |
| Iron Soldier 2                                          |                                                                                           | | | jeu de tir en vue subjective | 04-1997 |  |
| Redneck Rampage                                         | Sunstorm Interactive Gray Matter Interactive                                              | Interplay Entertainment                                                                              | DOS Mac OS | jeu de tir en vue subjective | 30-04-1997 31-05-1998 |  |
| Shadow Warrior                                          | 3D Realms                                                                                 | GT Interactive                                                                                       | Linux Microsoft Windows DOS Mac OS iOS | jeu de tir en vue subjective | 13-05-1997 |  |
| Blood (jeu vidéo)                                       | Monolith Productions                                                                      | GT Interactive                                                                                       | DOS Microsoft Windows | jeu de tir en vue subjective | 31-05-1997 |  |
| Lifeforce Tenka                                         | SCE Studio Liverpool                                                                      | | PlayStation | jeu de tir en vue subjective | 31-05-1997 |  |
| Point Blank                                             | Namco                                                                                     | Namco                                                                                                | Nintendo DS PlayStation | jeu d'action shoot 'em up jeu de tir en vue subjective                                                                                          | 07-08-1997 |  |
| Forbes Corporate Warrior                                | Brooklyn Multimedia                                                                       | Byron Preiss                                                                                         | Microsoft Windows | jeu de tir en vue subjective | 15-08-1997 |  |
| GoldenEye 007                                           | Rare                                                                                      | Nintendo                                                                                             | Nintendo 64 | jeu de tir en vue subjective | 23-08-1997 |  |
| Hexen II                                                | Raven Software                                                                            | id Software                                                                                          | Linux Microsoft Windows Mac OS | jeu de tir en vue subjective | 31-08-1997 |  |
| Parkan                                                  |                                                                                           | | Microsoft Windows | jeu de tir en vue subjective | 09-1997 |  |
| Star Wars: Jedi Knight - Dark Forces 2                  | LucasArts                                                                                 | LucasArts                                                                                            | Microsoft Windows | jeu de tir en vue subjective | 30-09-1997 |  |
| Chasm: The Rift                                         | Action Forms                                                                              | GT Interactive                                                                                       | DOS | jeu de tir en vue subjective | 30-09-1997 |  |
| Malice                                                  | Ratloop                                                                                   | Quantum Axcess                                                                                       | Linux Microsoft Windows Mac OS | jeu de tir en vue subjective | 15-10-1997 |  |
| X-Men: The Ravages of Apocalypse                        |                                                                                           | WizardWorks Software                                                                                 | Microsoft Windows Linux Mac OS | jeu de tir en vue subjective | 30-11-1997 |  |
| Tanarus                                                 | Daybreak Game Company                                                                     | Daybreak Game Company                                                                                | Microsoft Windows | jeu de tir en vue subjective | 30-11-1997 |  |
| Quake II                                                | id Software                                                                               | Activision                                                                                           | Nintendo 64 Microsoft Windows PlayStation Linux Xbox 360 Amiga | jeu de tir en vue subjective | 09-12-1997 |  |
| Shadow Master                                           |                                                                                           | SCE Studio Liverpool                                                                                 | Microsoft Windows PlayStation | jeu de tir en vue subjective | 31-12-1997 |  |
| Juggernaut: The New Story                               |                                                                                           | | Microsoft Windows | jeu de tir en vue subjective | 1998 |  |
| Bad Toys 3D (en)                                        | Tibo Software                                                                             | Cosmi Corporation                                                                                    | Microsoft Windows | jeu de tir en vue subjective | 1998 |  |
| Zaero                                                   |                                                                                           | | Microsoft Windows | jeu de tir en vue subjective | 1998 |  |
| Firearms                                                |                                                                                           | | Microsoft Windows | jeu de tir en vue subjective | 1998 |  |
| Carnivores                                              | Action Forms                                                                              | WizardWorks Software                                                                                 | Microsoft Windows | jeu de tir en vue subjective | 1998 |  |
| Gunmetal                                                | Mad Genius Software                                                                       | | DOS | jeu de tir en vue subjective | 1998 |  |
| Star Trek: The Next Generation: Klingon Honor Guard     | MicroProse                                                                                | MicroProse                                                                                           | Microsoft Windows | jeu de tir en vue subjective | 09-02-1998 |  |
| Star Wars: Jedi Knight - Mysteries of the Sith          | LucasArts                                                                                 | LucasArts                                                                                            | Microsoft Windows | jeu de tir en vue subjective | 24-02-1998 |  |
| Battlezone (jeu vidéo, 1998)                            | Activision                                                                                | Activision                                                                                           | Microsoft Windows | jeu de tir en vue subjective stratégie en temps réel                                                                                            | 28-02-1998 |  |
| Aliens Online                                           | Mythic Entertainment                                                                      | | | jeu de tir en vue subjective | 31-03-1998 |  |
| Forsaken                                                | Acclaim Cheltenham                                                                        | Acclaim Entertainment                                                                                | Nintendo 64 Microsoft Windows PlayStation | jeu de tir en vue subjective | 30-04-1998 |  |
| Unreal                                                  | Epic Games                                                                                | GT Interactive                                                                                       | Microsoft Windows Linux Mac OS | jeu de tir en vue subjective | 22-05-1998 |  |
| Quake II: The Reckoning                                 | Gray Matter Interactive                                                                   | Activision                                                                                           | Microsoft Windows | jeu de tir en vue subjective | 30-05-1998 |  |
| NAM                                                     |                                                                                           | GT Interactive                                                                                       | Linux Microsoft Windows DOS | jeu de tir en vue subjective | 31-07-1998 |  |
| Tom Clancy's Rainbow Six                                | Red Storm Entertainment                                                                   | Take-Two Interactive                                                                                 | Nintendo 64 Microsoft Windows PlayStation | jeu de tir en vue subjective | 21-08-1998 |  |
| Quake II: Ground Zero                                   | Rogue Entertainment                                                                       | Activision                                                                                           | Linux Microsoft Windows | jeu de tir en vue subjective | 31-08-1998 |  |
| Shogo: Mobile Armor Division                            | Monolith Productions                                                                      | Amérique du Nord                                                                                     | Linux Microsoft Windows Mac OS | jeu de tir en vue subjective | 30-09-1998 |  |
| Delta Force                                             | NovaLogic                                                                                 | Electronic Arts                                                                                      | Microsoft Windows | jeu de tir en vue subjective | 30-09-1998 |  |
| Extreme Paintbrawl                                      |                                                                                           | | Microsoft Windows | jeu de tir en vue subjective | 20-10-1998 |  |
| Turok 2: Seeds of Evil                                  | Iguana Entertainment                                                                      | Acclaim Entertainment                                                                                | Nintendo 64 Microsoft Windows | jeu de tir en vue subjective | 21-10-1998 |  |
| Jurassic Park: Trespasser                               | Danger Close Games                                                                        | Electronic Arts                                                                                      | Microsoft Windows | jeu d'action-aventure jeu de tir en vue subjective                                                                                              | 28-10-1998 |  |
| Sin (jeu vidéo)                                         | Ritual Entertainment                                                                      | Activision                                                                                           | Linux Microsoft Windows Mac OS | jeu de tir en vue subjective | 31-10-1998 |  |
| Blood II: The Chosen                                    | Monolith Productions                                                                      | GT Interactive                                                                                       | Microsoft Windows | jeu de tir en vue subjective | 31-10-1998 |  |
| Delta Force                                             | NovaLogic                                                                                 | Electronic Arts                                                                                      | Microsoft Windows | jeu de tir en vue subjective | 01-11-1998 |  |
| Counter-Strike                                          | Valve Corporation                                                                         | Valve Corporation Sierra Entertainment Microsoft Studios                                             | Linux Xbox Microsoft Windows macOS | jeu de tir tactique jeu de tir en vue subjective                                                                                                | 08-11-1998 |  |
| Half-Life                                               | Valve Corporation                                                                         | Sierra Entertainment                                                                                 | Linux PlayStation 2 Microsoft Windows macOS | jeu de tir en vue subjective | 08-11-1998 |  |
| Action Quake 2                                          |                                                                                           | | Linux Microsoft Windows | jeu de tir en vue subjective | 12-11-1998 |  |
| Loki's Minions Capture the Flag                         |                                                                                           | | Mac OS | jeu de tir en vue subjective | 12-11-1998 |  |
| Starsiege: Tribes                                       | Dynamix                                                                                   | Sierra Entertainment                                                                                 | Microsoft Windows | jeu de tir en vue subjective | 30-11-1998 |  |
| Dark Project : La Guilde des voleurs                    | Looking Glass Studios                                                                     | Eidos Interactive                                                                                    | Microsoft Windows | jeu d'action-aventure jeu de tir en vue subjective                                                                                              | 30-11-1998 |  |
| Carnivores                                              | Action Forms                                                                              | WizardWorks Software                                                                                 | Microsoft Windows | jeu de tir en vue subjective | 30-11-1998 |  |
| South Park                                              | Iguana Entertainment                                                                      | Acclaim Entertainment                                                                                | Nintendo 64 Microsoft Windows PlayStation | jeu de tir en vue subjective | 12-12-1998 |  |
| Wargasm                                                 | Digital Image Design                                                                      | Infogrames                                                                                           | Microsoft Windows | jeu de tir en vue subjective jeu de tir à la troisième personne stratégie en temps réel                                                         | 31-12-1998 |  |
| Redline: Gang Warfare 2066                              | Beyond Games                                                                              | Accolade                                                                                             | Microsoft Windows | jeu de tir en vue subjective | 1999 |  |
| Mortyr: 4419-2093                                       |                                                                                           | Interplay Entertainment                                                                              | Microsoft Windows | jeu de tir en vue subjective | 1999 |  |
| Battlezone II: Combat Commander                         | Pandemic Studios                                                                          | Activision                                                                                           | Microsoft Windows | jeu de tir en vue subjective stratégie en temps réel                                                                                            | 1999 |  |
| Action Half-Life                                        |                                                                                           | | Microsoft Windows | jeu de tir en vue subjective | 1999 |  |
| War Final Assault                                       | Atari Games                                                                               | | jeu d'arcade | jeu de tir en vue subjective | 1999 |  |
| Saints of Virtue                                        |                                                                                           | | Microsoft Windows | jeu d'action jeu de tir en vue subjective | 1999 |  |
| SvenCoop                                                |                                                                                           | | Microsoft Windows | jeu de tir en vue subjective | 19-01-1999 |  |
| SiN: Wages of Sin                                       | 2015 (entreprise)                                                                         | Activision                                                                                           | Microsoft Windows Mac OS | jeu de tir en vue subjective | 26-02-1999 |  |
| World War II GI                                         |                                                                                           | GT Interactive                                                                                       | Microsoft Windows DOS | jeu de tir en vue subjective | 03-1999 |  |
| Requiem: Avenging Angel                                 | Cyclone Studios                                                                           | The 3DO Company                                                                                      | Microsoft Windows | jeu de tir en vue subjective | 31-03-1999 |  |
| Team Fortress Classic                                   | Valve Corporation                                                                         | Sierra Entertainment                                                                                 | Microsoft Windows Linux macOS | jeu de tir en vue subjective | 07-04-1999 |  |
| Aliens versus Predator                                  | Rebellion Developments                                                                    | Fox Interactive                                                                                      | Linux Microsoft Windows Mac OS Xbox macOS | jeu de tir en vue subjective | 30-04-1999 |  |
| Descent 3                                               | Outrage Entertainment                                                                     | Interplay Entertainment                                                                              | Linux Microsoft Windows | jeu de tir en vue subjective | 17-06-1999 |  |
| Heavy Gear II                                           | Activision Loki Entertainment Software                                                    | Activision                                                                                           | Microsoft Windows | jeu de tir en vue subjective | 18-06-1999 05-04-2000 |  |
| Kingpin: Life of Crime                                  | Gray Matter Interactive                                                                   | Interplay Entertainment                                                                              | Linux Microsoft Windows | jeu de tir en vue subjective | 30-06-1999 |  |
| They Hunger                                             | Black Widow Games                                                                         | | Microsoft Windows | jeu de tir en vue subjective | 02-07-1999 |  |
| System Shock 2                                          | Irrational Games Looking Glass Studios                                                    | Electronic Arts                                                                                      | Microsoft Windows macOS Linux | jeu d'action jeu de rôle survival horror jeu de tir en vue subjective                                                                           | 11-08-1999 18-06-2013 01-04-2014 |  |
| Tom Clancy's Rainbow Six: Rogue Spear                   | Red Storm Entertainment                                                                   | Red Storm Entertainment                                                                              | Microsoft Windows PlayStation | jeu de tir en vue subjective | 31-08-1999 |  |
| Medal of Honor                                          | Danger Close Games                                                                        | Electronic Arts                                                                                      | PlayStation PlayStation Portable | jeu de tir en vue subjective | 31-10-1999 |  |
| Nerf Arena Blast                                        |                                                                                           | Hasbro Interactive                                                                                   | Microsoft Windows | jeu de tir en vue subjective | 31-10-1999 |  |
| Turok: Rage Wars                                        | Iguana Entertainment                                                                      | Acclaim Entertainment                                                                                | Nintendo 64 | jeu de tir en vue subjective | 31-10-1999 |  |
| Carnivores 2                                            | Action Forms                                                                              | WizardWorks Software                                                                                 | Microsoft Windows | jeu de tir en vue subjective | 31-10-1999 |  |
| La Roue du temps                                        | Legend Entertainment                                                                      | GT Interactive                                                                                       | Microsoft Windows | jeu de tir en vue subjective | 31-10-1999 |  |
| Half-Life: Opposing Force                               | Gearbox Software Valve Corporation                                                        | Sierra Entertainment                                                                                 | Linux Microsoft Windows macOS | jeu de tir en vue subjective | 01-11-1999 |  |
| Delta Force 2                                           | NovaLogic                                                                                 | NovaLogic                                                                                            | Microsoft Windows | jeu de tir en vue subjective | 03-11-1999 |  |
| Extreme Paintbrawl 2                                    |                                                                                           | | Microsoft Windows | jeu de tir en vue subjective | 15-11-1999 |  |
| SWAT 3: Close Quarters Battle                           | Sierra Entertainment                                                                      | Sierra Entertainment                                                                                 | Microsoft Windows | jeu de tir en vue subjective | 23-11-1999 |  |
| Unreal Tournament                                       | Epic Games                                                                                | GT Interactive                                                                                       | PlayStation 2 Microsoft Windows Linux Mac OS macOS Dreamcast | jeu de tir en vue subjective | 30-11-1999 |  |
| Armorines: Project S.W.A.R.M.                           | Acclaim Cheltenham                                                                        | Acclaim Entertainment                                                                                | Nintendo 64 PlayStation | jeu de tir en vue subjective | 30-11-1999 |  |
| Quake III Arena                                         | id Software                                                                               | Activision                                                                                           | PlayStation 2 Microsoft Windows Linux Mac OS Amiga Dreamcast | jeu de tir en vue subjective | 02-12-1999 |  |
| Tactical Ops: Assault on Terror                         |                                                                                           | Atari                                                                                                | Microsoft Windows | jeu de tir en vue subjective | 23-12-1999 |  |
| Skyhammer                                               | Rebellion Developments                                                                    | Songbird Productions                                                                                 | Jaguar | jeu de tir en vue subjective | 2000 |  |
| Catechumen                                              | N'Lightning Software Development                                                          | | Microsoft Windows | jeu de tir en vue subjective | 2000 |  |
| Soldier of Fortune                                      | Raven Software                                                                            | Activision                                                                                           | Linux PlayStation 2 Microsoft Windows Amiga Dreamcast | jeu de tir en vue subjective | 29-02-2000 |  |
| Challenge ProMode Arena                                 |                                                                                           | | Linux Microsoft Windows | jeu de tir en vue subjective | 24-03-2000 |  |
| Codename Eagle                                          |                                                                                           | Take-Two Interactive                                                                                 | Microsoft Windows | jeu de tir en vue subjective | 29-03-2000 |  |
| Daikatana                                               | Ion Storm                                                                                 | Eidos Interactive                                                                                    | Nintendo 64 Microsoft Windows | jeu de tir en vue subjective | 14-04-2000 |  |
| Perfect Dark                                            | Rare                                                                                      | Amérique du Nord                                                                                     | Nintendo 64 | jeu d'action jeu de tir en vue subjective | 22-05-2000 |  |
| Beach Head 2000                                         |                                                                                           | WizardWorks Software                                                                                 | Microsoft Windows | jeu de tir en vue subjective shoot 'em up | 15-06-2000 |  |
| Iron Soldier 3                                          |                                                                                           | Telegames                                                                                            | PlayStation | jeu de tir en vue subjective | 20-06-2000 |  |
| Deus Ex                                                 | Ion Storm                                                                                 | Eidos Interactive                                                                                    | PlayStation 2 Microsoft Windows | action-RPG jeu de tir en vue subjective | 26-06-2000 |  |
| Kiss: Psycho Circus - The Nightmare Child               |                                                                                           | Gathering of Developers                                                                              | Microsoft Windows | jeu de tir en vue subjective | 14-07-2000 |  |
| Turok 3: Shadow of Oblivion                             | Bit Managers                                                                              | Acclaim Entertainment                                                                                | Nintendo 64 | jeu de tir en vue subjective | 27-07-2000 |  |
| Urban Terror                                            |                                                                                           | | Microsoft Windows Linux macOS Mac OS | jeu de tir en vue subjective | 05-08-2000 |  |
| Pathways into Darkness                                  | Bungie Studios                                                                            | Bungie Studios                                                                                       | Mac OS | jeu d'aventure jeu de tir en vue subjective | 24-08-2000 |  |
| Laser Arena                                             | 2015 (entreprise)                                                                         | Cosmi Corporation                                                                                    | Compatible PC | jeu de tir en vue subjective | 09-2000 |  |
| Star Trek Voyager: Elite Force                          | Raven Software                                                                            | Activision                                                                                           | Linux PlayStation 2 Microsoft Windows Mac OS | jeu de tir en vue subjective | 15-09-2000 |  |
| Alien Resurrection (jeu vidéo)                          | Argonaut Games                                                                            | Fox Interactive                                                                                      | PlayStation | jeu de tir en vue subjective | 10-10-2000 |  |
| Medal of Honor : Résistance                             | Danger Close Games                                                                        | Electronic Arts                                                                                      | Game Boy Advance PlayStation | jeu de tir en vue subjective | 23-10-2000 |  |
| TimeSplitters                                           | Crytek UK                                                                                 | Eidos Interactive                                                                                    | PlayStation 2 | jeu de tir en vue subjective | 26-10-2000 |  |
| Ricochet                                                | Valve Corporation                                                                         | Valve Corporation                                                                                    | Linux Microsoft Windows macOS | jeu de tir en vue subjective | 01-11-2000 |  |
| James Bond 007 : Le monde ne suffit pas                 | Eurocom                                                                                   | Electronic Arts                                                                                      | Nintendo 64 PlayStation | jeu de tir en vue subjective | 01-11-2000 |  |
| Delta Force: Land Warrior                               | NovaLogic                                                                                 | NovaLogic                                                                                            | Microsoft Windows | jeu de tir en vue subjective jeu de tir tactique                                                                                                | 07-11-2000 21-03-2003 |  |
| Gunman Chronicles                                       | Rewolf Software                                                                           | Sierra Entertainment                                                                                 | Microsoft Windows | jeu de tir en vue subjective | 20-11-2000 |  |
| No One Lives Forever                                    | Monolith Productions                                                                      | Fox Interactive                                                                                      | PlayStation 2 Microsoft Windows macOS | jeu de tir en vue subjective | 08-12-2000 |  |
| Project I.G.I.                                          | Innerloop Studios                                                                         | Eidos Interactive                                                                                    | Microsoft Windows | jeu de tir en vue subjective | 15-12-2000 |  |
| Under Ash                                               |                                                                                           | | Microsoft Windows | jeu de tir en vue subjective | 2001 |  |
| Ominous Horizons: A Paladin's Calling                   | N'Lightning Software Development                                                          | | Microsoft Windows | jeu d'action jeu de tir en vue subjective | 2001 |  |
| Carnivores Ice Age                                      | Action Forms                                                                              | WizardWorks Software                                                                                 | Android Microsoft Windows iOS | jeu de tir en vue subjective | 15-01-2001 |  |
| Clive Barker's Undying                                  | Danger Close Games                                                                        | Electronic Arts                                                                                      | Microsoft Windows macOS | jeu de tir en vue subjective | 21-02-2001 |  |
| Serious Sam                                             | Croteam                                                                                   | Gathering of Developers                                                                              | Linux Xbox Microsoft Windows | jeu de tir en vue subjective | 01-03-2001 |  |
| Serious Sam : Premier Contact                           | Croteam                                                                                   | Take-Two Interactive                                                                                 | Linux Microsoft Windows | jeu de tir en vue subjective | 23-03-2001 |  |
| Tribes 2                                                | Dynamix                                                                                   | Sierra Entertainment                                                                                 | Microsoft Windows | jeu de tir en vue subjective | 30-03-2001 |  |
| Primal Prey                                             | Sunstorm Interactive                                                                      | Sunstorm Interactive                                                                                 | Microsoft Windows | jeu de tir en vue subjective | 30-03-2001 |  |
| Red Faction                                             | Volition                                                                                  | THQ                                                                                                  | PlayStation 2 N-Gage Microsoft Windows Mac OS | jeu de tir en vue subjective | 21-05-2001 |  |
| World War II Online: Battleground Europe                |                                                                                           | Strategy First                                                                                       | Microsoft Windows macOS | jeu en ligne massivement multijoueur jeu de tir en vue subjective                                                                               | 06-2001 |  |
| Deathmatch Classic                                      | Valve Corporation                                                                         | Valve Corporation                                                                                    | Linux Microsoft Windows macOS | jeu de tir en vue subjective | 01-06-2001 |  |
| Half-Life: Blue Shift                                   | Gearbox Software Valve Corporation                                                        | Sierra Entertainment                                                                                 | Linux Microsoft Windows macOS | jeu de tir en vue subjective | 12-06-2001 |  |
| Legends of Might and Magic                              | New World Computing                                                                       | The 3DO Company                                                                                      | Microsoft Windows | jeu d'action jeu de tir en vue subjective | 20-06-2001 |  |
| Operation Flashpoint                                    | Bohemia Interactive                                                                       | Codemasters                                                                                          | Xbox Microsoft Windows macOS Linux | jeu de tir en vue subjective monde ouvert jeu de tir tactique jeu vidéo de simulation                                                           | 22-06-2001 |  |
| Outtrigger                                              | Sega-AM2                                                                                  | Sega                                                                                                 | salle d'arcade | jeu de tir en vue subjective | 24-07-2001 |  |
| Totally Unreal                                          | Epic Games                                                                                | GT Interactive                                                                                       | | jeu de tir en vue subjective | 30-08-2001 |  |
| Une nuit en enfer                                       |                                                                                           | Cryo Interactive                                                                                     | Microsoft Windows | jeu de tir en vue subjective | 07-09-2001 |  |
| Back Track                                              | Telegames                                                                                 | Telegames                                                                                            | Game Boy Advance Microsoft Windows | jeu de tir en vue subjective | 04-10-2001 |  |
| Project Eden                                            | Core Design                                                                               | Eidos Interactive                                                                                    | PlayStation 2 Microsoft Windows | jeu de tir en vue subjective jeu de tir à la troisième personne                                                                                 | 08-10-2001 |  |
| Aliens versus Predator 2                                | Monolith Productions                                                                      | Fox Interactive Sierra Entertainment                                                                 | Microsoft Windows macOS | jeu de tir en vue subjective | 22-10-2001 13-08-2002 |  |
| James Bond 007 : Espion pour cible                      | Visceral Games Electronic Arts                                                            | Electronic Arts                                                                                      | PlayStation 2 GameCube Xbox | jeu de tir en vue subjective | 13-11-2001 |  |
| Half-Life: Decay                                        | Gearbox Software Valve Corporation                                                        | Sierra Entertainment                                                                                 | PlayStation 2 | jeu de tir en vue subjective | 14-11-2001 |  |
| Halo: Combat Evolved                                    | Bungie Studios Gearbox Software                                                           | Microsoft Studios                                                                                    | Xbox 360 Xbox Microsoft Windows Xbox One macOS | jeu de tir en vue subjective | 15-11-2001 |  |
| Return to Castle Wolfenstein                            | Gray Matter Interactive Nerve Software id Software                                        | Activision Valve Corporation Aspyr                                                                   | Linux Xbox PlayStation 2 Microsoft Windows macOS | jeu de tir en vue subjective jeu d'action | 19-11-2001 |  |
| Ecks vs. Sever                                          | Crawfish Interactive                                                                      | BAM! Entertainment                                                                                   | Game Boy Advance | jeu de tir en vue subjective | 21-11-2001 |  |
| Secret Service                                          | Fun Labs                                                                                  | Activision                                                                                           | Microsoft Windows | jeu de tir en vue subjective | 23-11-2001 |  |
| Codename: Outbreak                                      | GSC Game World                                                                            | Virgin Interactive                                                                                   | Microsoft Windows | jeu de tir en vue subjective | 25-11-2001 |  |
| AquaNox                                                 |                                                                                           | | | jeu de tir en vue subjective | 05-12-2001 |  |
| Cube                                                    |                                                                                           | | Mac OS Windows Linux | jeu de tir en vue subjective | 20-12-2001 |  |
| Serious Sam : Second Contact                            | Croteam                                                                                   | Take-Two Interactive                                                                                 | Linux Microsoft Windows | jeu de tir en vue subjective | 01-2002 |  |
| VBS1                                                    | Bohemia Interactive                                                                       | Bohemia Interactive                                                                                  | Microsoft Windows | jeu de tir en vue subjective | 2002 |  |
| Dark Arena                                              | Graphic State Games                                                                       | Majesco Entertainment                                                                                | Game Boy Advance | jeu de tir en vue subjective | 18-01-2002 |  |
| Ethnic Cleansing                                        | Alliance nationale                                                                        | Resistance Records                                                                                   | Microsoft Windows | jeu de tir en vue subjective | 21-01-2002 |  |
| Medal of Honor : Débarquement allié                     | 2015 (entreprise)                                                                         | Electronic Arts                                                                                      | Microsoft Windows macOS Linux | jeu de tir en vue subjective | 22-01-2002 |  |
| Command and Conquer: Renegade                           | Westwood Studios                                                                          | Electronic Arts                                                                                      | Microsoft Windows | jeu de tir en vue subjective jeu de combat motorisé                                                                                             | 26-02-2002 |  |
| Global Operations                                       | Rockstar Vancouver                                                                        | Crave Entertainment                                                                                  | Microsoft Windows | jeu de tir en vue subjective | 25-03-2002 |  |
| Carnivores Cityscape                                    | Sunstorm Interactive                                                                      | Infogrames                                                                                           | Microsoft Windows | jeu de tir en vue subjective | 25-03-2002 |  |
| Star Wars Jedi Knight 2: Jedi Outcast                   | Raven Software                                                                            | LucasArts                                                                                            | Xbox Microsoft Windows GameCube macOS | jeu de tir en vue subjective jeu de tir à la troisième personne                                                                                 | 26-03-2002 |  |
| Die Hard: Piège de cristal                              | Piranha Games                                                                             | Sierra Entertainment                                                                                 | Microsoft Windows | jeu de tir en vue subjective | 22-04-2002 |  |
| U.S. Special Forces: Team Factor                        |                                                                                           | Xicat Interactive                                                                                    | Microsoft Windows | jeu de tir en vue subjective | 11-05-2002 |  |
| Operation: Blockade                                     |                                                                                           | Infogrames                                                                                           | Microsoft Windows | jeu de tir en vue subjective | 13-05-2002 |  |
| Soldier of Fortune II: Double Helix                     | Raven Software                                                                            | Activision                                                                                           | Xbox Microsoft Windows macOS | jeu de tir en vue subjective | 20-05-2002 |  |
| Medal of Honor : En première ligne                      | Danger Close Games                                                                        | Electronic Arts                                                                                      | Xbox PlayStation 2 PlayStation Portable GameCube | jeu de tir en vue subjective | 28-05-2002 |  |
| Mobile Forces                                           | Rage Software                                                                             | Majesco Entertainment                                                                                | Microsoft Windows | jeu de tir en vue subjective | 31-05-2002 |  |
| Gore: Ultimate Soldier                                  | 4D Rulers                                                                                 | DreamCatcher Interactive                                                                             | Microsoft Windows | jeu de tir en vue subjective | 05-06-2002 |  |
| Delta Force: Task Force Dagger                          | Zombie Studios                                                                            | NovaLogic                                                                                            | Microsoft Windows | jeu de tir en vue subjective | 27-06-2002 |  |
| Dino Stalker                                            | Capcom                                                                                    | Capcom                                                                                               | PlayStation 2 | Light gun shooter jeu de tir en vue subjective jeu d'action                                                                                     | 27-06-2002 |  |
| Delta Force: Urban Warfare                              | Rebellion Developments                                                                    | NovaLogic                                                                                            | PlayStation | jeu de tir en vue subjective | 02-07-2002 |  |
| America's Army                                          | United States Army                                                                        | United States Army                                                                                   | Microsoft Windows PlayStation 2 Xbox 360 Xbox | jeu de tir en vue subjective | 04-07-2002 |  |
| Duke Nukem Advance                                      | Torus Games                                                                               | Take-Two Interactive                                                                                 | Game Boy Advance | jeu de tir en vue subjective | 12-08-2002 |  |
| Arthur's Quest: Battle for the Kingdom                  |                                                                                           | Cosmi Corporation                                                                                    | Microsoft Windows | jeu de tir en vue subjective | 22-08-2002 |  |
| Turok Evolution                                         | RFX Interactive                                                                           | Acclaim Entertainment                                                                                | Xbox PlayStation 2 GameCube Microsoft Windows | jeu de tir en vue subjective | 26-08-2002 |  |
| Battlefield 1942                                        | Digital Illusions Creative Entertainment                                                  | Electronic Arts                                                                                      | Microsoft Windows macOS | jeu de tir en vue subjective | 10-09-2002 20-09-2002 28-06-2004 |  |
| Tribes Aerial Assault                                   | Midway Austin                                                                             | Sierra Entertainment                                                                                 | PlayStation 2 | jeu de tir en vue subjective | 23-09-2002 |  |
| Tom Clancy's Ghost Recon: Island Thunder                | Red Storm Entertainment                                                                   | Ubisoft                                                                                              | Xbox Microsoft Windows | jeu de tir en vue subjective | 25-09-2002 |  |
| No One Lives Forever 2 : le C.R.I.M.E est éternel       | Monolith Productions                                                                      | Sierra Entertainment MacPlay Imagineer                                                               | Microsoft Windows macOS | jeu de tir en vue subjective | 30-09-2002 |  |
| Unreal Tournament 2003                                  | Epic Games                                                                                | Atari, Inc.                                                                                          | Microsoft Windows Linux macOS | jeu de tir en vue subjective | 01-10-2002 |  |
| TimeSplitters 2                                         | Crytek UK                                                                                 | Eidos Interactive                                                                                    | Xbox PlayStation 2 GameCube | jeu de tir en vue subjective | 09-10-2002 |  |
| Red Faction II                                          | Volition                                                                                  | THQ                                                                                                  | Xbox PlayStation 2 Microsoft Windows GameCube | jeu de tir en vue subjective | 15-10-2002 |  |
| Iron Storm                                              | Kylotonn                                                                                  | Wanadoo                                                                                              | PlayStation 2 Microsoft Windows | jeu de tir en vue subjective | 25-10-2002 |  |
| The Specialists                                         |                                                                                           | | Microsoft Windows | jeu de tir en vue subjective | 29-10-2002 |  |
| Natural Selection                                       | Unknown Worlds Entertainment                                                              | | Microsoft Windows | jeu de tir en vue subjective stratégie en temps réel                                                                                            | 31-10-2002 |  |
| Unreal Championship                                     | Epic Games                                                                                | Atari                                                                                                | Xbox | jeu de tir en vue subjective | 12-11-2002 |  |
| Die Hard: Vendetta                                      | Bits Studios                                                                              | | Xbox PlayStation 2 GameCube | jeu de tir en vue subjective | 15-11-2002 |  |
| 007: Nightfire                                          | Eurocom                                                                                   | Electronic Arts                                                                                      | Game Boy Advance Xbox PlayStation 2 Microsoft Windows GameCube macOS | jeu de tir en vue subjective | 18-11-2002 |  |
| Special Force                                           | Hezbollah                                                                                 | Hezbollah                                                                                            | Microsoft Windows | jeu de tir en vue subjective | 2003 |  |
| Postal²                                                 | Running with Scissors                                                                     | | Linux Microsoft Windows macOS | jeu de tir en vue subjective monde ouvert | 2003 |  |
| Secret Service 2                                        | 4D Rulers                                                                                 | Activision                                                                                           | Microsoft Windows | jeu de tir en vue subjective | 2003 |  |
| New World Order                                         |                                                                                           | Strategy First                                                                                       | Microsoft Windows | jeu de tir en vue subjective | 2003 |  |
| Battle Engine Aquila                                    |                                                                                           | Atari                                                                                                | Xbox PlayStation 2 Microsoft Windows | jeu de tir en vue subjective jeu vidéo de simulation                                                                                            | 20-01-2003 |  |
| Entropia Universe                                       | MindArk                                                                                   | | Microsoft Windows | jeu de rôle en ligne massivement multijoueur jeu de tir en vue subjective                                                                       | 30-01-2003 |  |
| Battlefield 1942 : La Campagne d'Italie                 | Digital Illusions Creative Entertainment                                                  | Electronic Arts                                                                                      | ordinateur personnel Microsoft Windows | jeu de tir en vue subjective | 02-02-2003 07-02-2003 |  |
| Unreal II                                               | Legend Entertainment                                                                      | Atari                                                                                                | Xbox Microsoft Windows | jeu de tir en vue subjective | 03-02-2003 |  |
| Metroid Prime                                           | Retro Studios                                                                             | Nintendo                                                                                             | GameCube Wii | jeu de tir en vue subjective monde ouvert | 28-02-2003 |  |
| Gods and Generals                                       |                                                                                           | Activision                                                                                           | Microsoft Windows | jeu de tir en vue subjective | 01-03-2003 |  |
| I.G.I.-2: Covert Strike                                 | Innerloop Studios                                                                         | Codemasters                                                                                          | Xbox Microsoft Windows | jeu de tir en vue subjective | 03-03-2003 |  |
| Tom Clancy's Rainbow Six 3: Raven Shield                | Ubisoft Montréal                                                                          | Ubisoft                                                                                              | Xbox PlayStation 2 Microsoft Windows GameCube | jeu de tir en vue subjective | 18-03-2003 29-10-2003 |  |
| CTU: Marine Sharpshooter                                |                                                                                           | Groove Games                                                                                         | Microsoft Windows | jeu de tir en vue subjective | 20-03-2003 |  |
| Delta force: Black Hawk Down                            | NovaLogic                                                                                 | NovaLogic                                                                                            | Xbox PlayStation 2 Microsoft Windows macOS | jeu de tir en vue subjective | 24-03-2003 |  |
| Devastation                                             |                                                                                           | Arush Entertainment                                                                                  | Linux Microsoft Windows | jeu de tir en vue subjective | 25-03-2003 |  |
| Vietcong                                                | Pterodon                                                                                  | Gathering of Developers                                                                              | Microsoft Windows PlayStation 2 | jeu de tir en vue subjective | 26-03-2003 |  |
| Purge                                                   |                                                                                           | | Microsoft Windows | jeu de tir en vue subjective | 15-04-2003 |  |
| Day of Defeat                                           | Valve Corporation                                                                         | Activision Valve Corporation                                                                         | Linux Microsoft Windows macOS | jeu de tir en vue subjective | 01-05-2003 |  |
| Quest for Saddam                                        | Jesse Petrilla                                                                            | Jesse Petrilla                                                                                       | Microsoft Windows | jeu de tir en vue subjective | 14-05-2003 |  |
| PlanetSide                                              | Daybreak Game Company                                                                     | Daybreak Game Company                                                                                | Microsoft Windows | jeu de tir en vue subjective | 20-05-2003 |  |
| Wolfenstein: Enemy Territory                            | Splash Damage                                                                             | Activision                                                                                           | Microsoft Windows Linux macOS | jeu de tir en vue subjective | 29-05-2003 |  |
| Will Rock                                               | Saber Interactive                                                                         | Ubisoft                                                                                              | Microsoft Windows | jeu de tir en vue subjective | 09-06-2003 |  |
| Star Trek: Elite Force II                               | Ritual Entertainment                                                                      | Activision                                                                                           | Microsoft Windows macOS | jeu de tir en vue subjective | 20-06-2003 |  |
| Mace Griffin: Bounty Hunter                             | Warthog Games                                                                             | Vivendi Games                                                                                        | Xbox PlayStation 2 Microsoft Windows | jeu de tir en vue subjective | 20-06-2003 |  |
| Terminator 3: Rise of the Machines                      | Black Ops Entertainment                                                                   | Atari                                                                                                | Xbox PlayStation 2 | jeu de tir en vue subjective | 13-08-2003 |  |
| Chaser                                                  | Cauldron                                                                                  | JoWooD Entertainment                                                                                 | Microsoft Windows | jeu de tir en vue subjective | 30-08-2003 |  |
| Battlefield 1942 : Arsenal secret                       | Digital Illusions Creative Entertainment                                                  | Electronic Arts Aspyr                                                                                | ordinateur personnel Macintosh Microsoft Windows macOS | jeu de tir en vue subjective | 04-09-2003 |  |
| Savage: The Battle for Newerth                          | S2 Games                                                                                  | | Linux Microsoft Windows macOS | jeu de tir en vue subjective | 09-09-2003 |  |
| Star Wars Jedi Knight: Jedi Academy                     | Raven Software                                                                            | LucasArts                                                                                            | Xbox Microsoft Windows macOS | jeu de tir en vue subjective | 17-09-2003 |  |
| Warhammer 40,000: Fire Warrior                          | Kuju Ltd.                                                                                 | THQ                                                                                                  | PlayStation 2 Microsoft Windows | jeu de tir en vue subjective | 10-2003 |  |
| AquaNox 2: Revelation                                   |                                                                                           | | | jeu de tir en vue subjective | 17-10-2003 |  |
| Judge Dredd: Dredd vs. Death                            | Rebellion Developments                                                                    | Vivendi Games                                                                                        | Xbox PlayStation 2 Microsoft Windows | jeu de tir en vue subjective | 17-10-2003 |  |
| Hidden and Dangerous 2                                  | 2K Czech                                                                                  | Gathering of Developers                                                                              | Microsoft Windows | jeu de tir en vue subjective | 21-10-2003 |  |
| Nosferatu: The Wrath of Malachi                         |                                                                                           | | Microsoft Windows | jeu de tir en vue subjective | 21-10-2003 |  |
| Chrome                                                  | Techland                                                                                  | Strategy First                                                                                       | Microsoft Windows | jeu de tir en vue subjective | 28-10-2003 |  |
| Call of Duty                                            | Infinity Ward Nokia                                                                       | Activision MediaQuest Holdings, Inc. Aspyr                                                           | N-Gage Microsoft Windows PlayStation Portable macOS | jeu de tir en vue subjective | 29-10-2003 |  |
| Contract J.A.C.K.                                       | Monolith Productions                                                                      | Vivendi Games                                                                                        | Microsoft Windows | jeu de tir en vue subjective | 11-11-2003 |  |
| Medal of Honor : Soleil levant                          | Danger Close Games                                                                        | Electronic Arts                                                                                      | Xbox PlayStation 2 GameCube | jeu de tir en vue subjective | 11-11-2003 |  |
| Cabela's Dangerous Hunts                                | Fun Labs                                                                                  | Activision                                                                                           | Xbox PlayStation 2 Microsoft Windows | chasse jeu d'action jeu vidéo de simulation jeu de tir en vue subjective                                                                        | 11-11-2003 |  |
| Medal of Honor: Infiltrator                             |                                                                                           | Electronic Arts                                                                                      | Game Boy Advance | jeu de tir à la troisième personne jeu de tir en vue subjective                                                                                 | 17-11-2003 |  |
| XIII                                                    | Ubisoft Paris                                                                             | Ubisoft                                                                                              | Xbox PlayStation 2 Microsoft Windows GameCube macOS | jeu de tir en vue subjective | 18-11-2003 |  |
| Terminator 3: War of the Machines                       |                                                                                           | Atari                                                                                                | Microsoft Windows | jeu de tir en vue subjective | 28-11-2003 |  |
| Armed and Dangerous                                     | Planet Moon Studios                                                                       | LucasArts                                                                                            | Microsoft Windows | jeu d'aventure jeu de tir en vue subjective jeu de tir à la troisième personne                                                                  | 02-12-2003 |  |
| Unreal 2: eXpanded MultiPlayer                          | Legend Entertainment                                                                      | Atari                                                                                                | | jeu de tir en vue subjective | 09-12-2003 |  |
| SilentHeroes                                            |                                                                                           | | Microsoft Windows | jeu de tir en vue subjective | 19-12-2003 |  |
| Bloodshot                                               | Domark                                                                                    | Acclaim Entertainment                                                                                | Mega Drive Mega-CD | jeu de tir en vue subjective | 2004 |  |
| Duke Nukem Mobile                                       |                                                                                           | 3D Realms                                                                                            | | jeu de tir en vue subjective | 2004 |  |
| Eve of Destruction                                      |                                                                                           | | Microsoft Windows | jeu de tir en vue subjective | 2004 |  |
| .kkrieger                                               | .theprodukkt Farbrausch                                                                   | | Microsoft Windows | jeu de tir en vue subjective jeu d'action | 2004 |  |
| Kuma\War                                                | Kuma Reality Games                                                                        | | Microsoft Windows | jeu de tir en vue subjective | 2004 |  |
| Delta Force: Black Hawk Down - Team Sabre               | Ritual Entertainment                                                                      | NovaLogic                                                                                            | PlayStation 2 Microsoft Windows | jeu de tir en vue subjective | 20-01-2004 |  |
| Breakdown                                               | Namco                                                                                     | Electronic Arts                                                                                      | Xbox | jeu d'action-aventure jeu de tir en vue subjective                                                                                              | 29-01-2004 |  |
| Vietcong: Fist Alpha                                    | Pterodon                                                                                  | Gathering of Developers                                                                              | Microsoft Windows | jeu de tir en vue subjective | 30-01-2004 |  |
| Dead Man's Hand                                         | Human Head Studios                                                                        | Atari                                                                                                | Xbox Microsoft Windows | jeu de tir en vue subjective | 02-03-2004 |  |
| The Suffering                                           | Surreal Software                                                                          | Midway Games                                                                                         | Xbox PlayStation 2 Microsoft Windows | Horreur psychologique jeu de tir à la troisième personne jeu de tir en vue subjective                                                           | 09-03-2004 |  |
| Tom Clancy's Ghost Recon: Jungle Storm                  | Red Storm Entertainment                                                                   | Ubisoft                                                                                              | PlayStation 2 N-Gage | jeu de tir en vue subjective | 12-03-2004 |  |
| Battlefield Vietnam                                     | Digital Illusions Creative Entertainment                                                  | Electronic Arts                                                                                      | Microsoft Windows | jeu de tir en vue subjective | 14-03-2004 19-03-2004 |  |
| Unreal Tournament 2004                                  | Epic Games                                                                                | Atari, Inc.                                                                                          | Microsoft Windows Linux macOS | jeu de tir en vue subjective | 16-03-2004 |  |
| Breed                                                   |                                                                                           | cdv Software Entertainment                                                                           | Microsoft Windows | jeu de tir en vue subjective | 19-03-2004 |  |
| Far Cry                                                 | Crytek                                                                                    | Ubisoft                                                                                              | Xbox 360 PlayStation 3 Microsoft Windows | jeu de tir en vue subjective | 23-03-2004 |  |
| Counter-Strike: Condition Zero                          | Valve Corporation Ritual Entertainment Turtle Rock Studios                                | Sierra Entertainment Valve Corporation                                                               | Linux Microsoft Windows macOS | jeu de tir en vue subjective | 23-03-2004 |  |
| Serious Sam: Next Encounter                             | Climax Group                                                                              | 2K Play                                                                                              | PlayStation 2 GameCube | jeu de tir en vue subjective | 12-04-2004 |  |
| Painkiller                                              | People Can Fly                                                                            | DreamCatcher Interactive                                                                             | Xbox Microsoft Windows | jeu de tir en vue subjective | 12-04-2004 |  |
| Serious Sam Advance                                     | Climax Group                                                                              | 2K Play                                                                                              | Game Boy Advance | jeu de tir en vue subjective | 12-04-2004 |  |
| Ashen                                                   | Torus Games                                                                               | Nokia                                                                                                | N-Gage | jeu de tir en vue subjective | 25-05-2004 |  |
| Söldner: Secret Wars                                    |                                                                                           | JoWooD Entertainment                                                                                 | Microsoft Windows | jeu de tir en vue subjective jeu de tir à la troisième personne                                                                                 | 27-05-2004 |  |
| The Chronicles of Riddick: Escape from Butcher Bay      | Starbreeze Studios                                                                        | Vivendi Games                                                                                        | Xbox Microsoft Windows | jeu de tir en vue subjective | 01-06-2004 |  |
| Half-Life: Source                                       | Valve Corporation                                                                         | Valve Corporation                                                                                    | Linux Microsoft Windows macOS | jeu de tir en vue subjective | 01-06-2004 |  |
| Joint Operations: Typhoon Rising                        | NovaLogic                                                                                 | NovaLogic                                                                                            | Microsoft Windows | jeu de tir en vue subjective | 15-06-2004 |  |
| Shadow Ops: Red Mercury                                 | Zombie Studios                                                                            | Atari                                                                                                | Xbox Microsoft Windows | jeu de tir en vue subjective | 15-06-2004 |  |
| Special Force                                           | Dragonfly                                                                                 | | Microsoft Windows | jeu de tir en vue subjective | 07-2004 |  |
| Mob Enforcer                                            |                                                                                           | THQ                                                                                                  | Microsoft Windows | jeu de tir en vue subjective | 13-07-2004 |  |
| Doom 3                                                  | id Software                                                                               | Activision 1C Company Bethesda Softworks Aspyr                                                       | Linux Xbox 360 Xbox PlayStation 3 Microsoft Windows macOS | jeu de tir en vue subjective science-fiction jeu d'action survival horror                                                                       | 03-08-2004 |  |
| America's 10 Most Wanted                                | Black Ops Entertainment                                                                   | System 3                                                                                             | PlayStation 2 Microsoft Windows | jeu de tir en vue subjective | 06-08-2004 |  |
| Call of Duty : La Grande Offensive                      | Gray Matter Interactive                                                                   | Activision                                                                                           | Microsoft Windows macOS | jeu de tir en vue subjective | 14-09-2004 |  |
| Star Wars: Battlefront                                  | Pandemic Studios                                                                          | LucasArts                                                                                            | Xbox PlayStation 2 Microsoft Windows macOS | jeu de tir en vue subjective jeu de tir à la troisième personne                                                                                 | 21-09-2004 07-2005 |  |
| CodeRED: Alien Arena                                    |                                                                                           | | Linux Microsoft Windows macOS | jeu de tir en vue subjective | 10-2004 |  |
| Tribes: Vengeance                                       | Irrational Games                                                                          | Vivendi Games                                                                                        | Microsoft Windows | jeu de tir en vue subjective | 05-10-2004 |  |
| Robotech: Invasion                                      | Vicious Cycle Software                                                                    | 2K Play                                                                                              | Xbox PlayStation 2 | jeu de tir en vue subjective | 05-10-2004 |  |
| Men of Valor                                            | 2015 (entreprise)                                                                         | Vivendi                                                                                              | Xbox Microsoft Windows | jeu de tir en vue subjective | 19-10-2004 |  |
| Counter-Strike: Source                                  | Valve Corporation Turtle Rock Studios                                                     | Valve Corporation                                                                                    | Linux Microsoft Windows macOS | jeu de tir en vue subjective jeu de tir tactique                                                                                                | 01-11-2004 |  |
| Killzone                                                | Guerrilla Games                                                                           | Sony Interactive Entertainment                                                                       | PlayStation 2 PlayStation 3 | jeu de tir en vue subjective | 02-11-2004 26-11-2004 27-10-2005 |  |
| Medal of Honor : Batailles du Pacifique                 | Danger Close Games                                                                        | Electronic Arts                                                                                      | Microsoft Windows | jeu de tir en vue subjective | 04-11-2004 |  |
| Halo 2                                                  | Bungie Studios                                                                            | Microsoft Studios                                                                                    | Xbox Microsoft Windows Xbox One | jeu de tir en vue subjective | 09-11-2004 |  |
| Half-Life 2                                             | Valve Corporation                                                                         | Valve Corporation Sierra Entertainment                                                               | Microsoft Windows Xbox Xbox 360 PlayStation 3 macOS Linux Android | jeu de tir en vue subjective | 16-11-2004 |  |
| Tom Clancy's Ghost Recon 2                              | Red Storm Entertainment                                                                   | Ubisoft                                                                                              | Xbox PlayStation 2 | jeu de tir en vue subjective | 16-11-2004 |  |
| Call of Duty : Le Jour de gloire                        | Exakt Entertainment                                                                       | Activision                                                                                           | Xbox PlayStation 2 GameCube | jeu de tir en vue subjective | 16-11-2004 |  |
| Greg Hastings Tournament Paintball                      | The Whole Experience                                                                      | | Xbox | jeu de tir en vue subjective | 16-11-2004 |  |
| GoldenEye : Au service du Mal                           | Danger Close Games                                                                        | Electronic Arts                                                                                      | Nintendo DS Xbox PlayStation 2 | jeu de tir en vue subjective | 22-11-2004 |  |
| JFK: Reloaded                                           |                                                                                           | | Microsoft Windows | jeu de tir en vue subjective | 22-11-2004 |  |
| Half-Life 2: Deathmatch                                 | Valve Corporation                                                                         | Valve Corporation                                                                                    | Linux Microsoft Windows macOS | jeu de tir en vue subjective | 30-11-2004 |  |
| Garry's Mod                                             | Facepunch Studios                                                                         | Valve Corporation                                                                                    | Microsoft Windows Linux macOS | Jeu basé sur la physique jeu vidéo de rôle jeu de tir en vue subjective                                                                         | 24-12-2004 29-11-2006 |  |
| Under Siege                                             |                                                                                           | | Microsoft Windows | jeu de tir en vue subjective | 2005 |  |
| Greg Hastings Tournament Paintball MAX'D                | The Whole Experience                                                                      | Activision                                                                                           | Nintendo DS Game Boy Advance Xbox PlayStation 2 | jeu de tir en vue subjective | 2005 |  |
| Operation: Matriarchy                                   |                                                                                           | Buka Entertainment                                                                                   | Microsoft Windows | jeu de tir en vue subjective | 2005 |  |
| Oddworld : la Fureur de l'étranger                      | Oddworld Inhabitants                                                                      | Electronic Arts                                                                                      | Xbox PlayStation Vita PlayStation 3 Microsoft Windows Android iOS | jeu d'action-aventure jeu de tir en vue subjective jeu de tir à la troisième personne                                                           | 25-01-2005 |  |
| Project Snowblind                                       | Crystal Dynamics                                                                          | Eidos Interactive                                                                                    | Xbox PlayStation 2 Microsoft Windows | jeu de tir en vue subjective | 23-02-2005 |  |
| SourceForts                                             |                                                                                           | | Microsoft Windows | jeu de tir en vue subjective | 25-02-2005 |  |
| Ice Nine                                                | Torus Games                                                                               | BAM! Entertainment                                                                                   | Game Boy Advance | jeu de tir en vue subjective | 28-02-2005 |  |
| Brothers in Arms: Road to Hill 30                       | Gearbox Software                                                                          | Ubisoft                                                                                              | Wii Xbox PlayStation 2 Microsoft Windows macOS | jeu de tir tactique jeu de tir en vue subjective                                                                                                | 01-03-2005 |  |
| Star Wars: Republic Commando                            | LucasArts                                                                                 | États-Unis                                                                                           | Xbox Microsoft Windows | jeu de tir en vue subjective | 01-03-2005 |  |
| TimeSplitters: Future Perfect                           | Crytek UK                                                                                 | Electronic Arts                                                                                      | Xbox PlayStation 2 GameCube | jeu de tir en vue subjective | 21-03-2005 |  |
| Doom 3: Resurrection of Evil                            | Nerve Software                                                                            | Activision                                                                                           | Linux Xbox Microsoft Windows | jeu de tir en vue subjective | 03-04-2005 |  |
| Close Combat: First to Fight                            | Destineer                                                                                 | 2K Games                                                                                             | Wii Xbox Microsoft Windows macOS | jeu de tir en vue subjective | 06-04-2005 |  |
| Sudden Attack                                           |                                                                                           | Nexon                                                                                                | Microsoft Windows | jeu de tir en vue subjective | 11-04-2005 |  |
| Unreal Championship 2: The Liandri Conflict             | Epic Games                                                                                | Midway Games                                                                                         | Xbox | jeu de tir en vue subjective | 18-04-2005 |  |
| Delta Force: Xtreme                                     | NovaLogic                                                                                 | NovaLogic                                                                                            | Microsoft Windows | jeu de tir en vue subjective | 22-04-2005 |  |
| Area 51                                                 | Midway Austin                                                                             | Midway Games                                                                                         | Xbox PlayStation 2 Microsoft Windows | jeu de tir en vue subjective | 25-04-2005 |  |
| Pariah                                                  | Digital Extremes                                                                          | Groove Games                                                                                         | Xbox Microsoft Windows | jeu de tir en vue subjective | 03-05-2005 |  |
| Cold Winter                                             | Swordfish Studios                                                                         | Vivendi Games                                                                                        | PlayStation 2 | jeu de tir en vue subjective | 11-05-2005 |  |
| Boiling Point: Road to Hell                             |                                                                                           | Atari                                                                                                | Microsoft Windows | jeu de tir en vue subjective monde ouvert | 20-05-2005 |  |
| Classified: The Sentinel Crisis                         | Torus Games                                                                               | 2K Play                                                                                              | Xbox | jeu de tir en vue subjective | 24-05-2005 |  |
| Medal of Honor : Les Faucons de guerre                  | Danger Close Games                                                                        | Electronic Arts                                                                                      | Xbox PlayStation 2 GameCube | jeu de tir en vue subjective | 07-06-2005 |  |
| Battlefield 2                                           | Digital Illusions Creative Entertainment                                                  | Electronic Arts                                                                                      | Microsoft Windows | jeu de tir en vue subjective | 21-06-2005 22-11-2005 24-06-2005 |  |
| Coded Arms                                              | Konami                                                                                    | | PlayStation Portable | jeu de tir en vue subjective | 23-06-2005 |  |
| Heat Project                                            |                                                                                           | | Microsoft Windows | jeu de tir en vue subjective | 18-07-2005 |  |
| Battlegrounds 2                                         |                                                                                           | | Microsoft Windows | jeu de tir en vue subjective | 12-08-2005 |  |
| Geist                                                   | N-Space                                                                                   | Nintendo                                                                                             | GameCube | jeu d'action-aventure jeu de tir en vue subjective                                                                                              | 15-08-2005 |  |
| Darkwatch                                               | High Moon Studios                                                                         | Capcom                                                                                               | Xbox PlayStation 2 | jeu de tir en vue subjective jeu de tir à la troisième personne                                                                                 | 16-08-2005 |  |
| Neuro Hunter                                            |                                                                                           | | Microsoft Windows | jeu de tir en vue subjective | 19-08-2005 |  |
| Tom Clancy's Rainbow Six: Lockdown                      | Red Storm Entertainment                                                                   | Ubisoft                                                                                              | Xbox PlayStation 2 Microsoft Windows GameCube | jeu de tir en vue subjective | 08-09-2005 |  |
| Dystopia                                                |                                                                                           | Steam                                                                                                | Microsoft Windows | jeu de tir en vue subjective | 09-09-2005 |  |
| Global Warfare                                          |                                                                                           | | Microsoft Windows | jeu de tir en vue subjective | 09-09-2005 |  |
| Doom RPG                                                | id Software                                                                               | EA Mobile                                                                                            | téléphone mobile | jeu vidéo de rôle jeu de tir en vue subjective                                                                                                  | 13-09-2005 |  |
| Ghost in the Shell: Stand Alone Complex                 |                                                                                           | Sony Interactive Entertainment                                                                       | PlayStation Portable | jeu de tir jeu de tir en vue subjective | 15-09-2005 |  |
| Quest of Persia: The End of Innocence                   |                                                                                           | | Microsoft Windows | jeu de tir en vue subjective | 25-09-2005 |  |
| Day of Defeat: Source                                   | Valve Corporation                                                                         | Valve Corporation                                                                                    | Linux Microsoft Windows macOS | jeu de tir en vue subjective | 26-09-2005 |  |
| The Suffering : Les liens qui nous unissent             | Surreal Software                                                                          | Midway Games                                                                                         | Xbox PlayStation 2 Microsoft Windows | Horreur psychologique jeu de tir à la troisième personne jeu de tir en vue subjective                                                           | 26-09-2005 |  |
| Bet on Soldier                                          | Kylotonn                                                                                  | Digital Jesters                                                                                      | Microsoft Windows | jeu de tir en vue subjective | 26-09-2005 |  |
| Far Cry Instincts                                       | Ubisoft Montréal                                                                          | Ubisoft                                                                                              | Xbox 360 Xbox | jeu de tir en vue subjective shoot 'em up | 27-09-2005 |  |
| Vivisector: Beast Within                                | Action Forms                                                                              | 1C Company                                                                                           | Microsoft Windows | jeu de tir en vue subjective | 30-09-2005 |  |
| Serious Sam 2                                           | Croteam                                                                                   | 2K Games Devolver Digital                                                                            | Xbox Microsoft Windows | jeu de tir en vue subjective jeu d'action | 11-10-2005 |  |
| Splat Magazine Renegade Paintball                       |                                                                                           | 2K Play                                                                                              | Xbox Microsoft Windows | jeu de tir en vue subjective | 11-10-2005 |  |
| Quake 4                                                 | Raven Software                                                                            | Activision                                                                                           | Linux Xbox 360 Microsoft Windows Xbox macOS | jeu de tir en vue subjective | 18-10-2005 |  |
| Land of the Dead: Road to Fiddler's Green               |                                                                                           | Groove Games                                                                                         | Xbox Microsoft Windows | jeu de tir en vue subjective | 18-10-2005 |  |
| F.E.A.R.                                                | Monolith Productions                                                                      | Vivendi                                                                                              | Xbox 360 PlayStation 3 Microsoft Windows | jeu de tir en vue subjective Horreur psychologique                                                                                              | 18-10-2005 |  |
| Battlefield 2: Modern Combat                            | Digital Illusions Creative Entertainment                                                  | Electronic Arts                                                                                      | Xbox 360 Xbox PlayStation 2 | jeu de tir en vue subjective | 24-10-2005 18-11-2005 26-01-2006 30-03-2006 11-04-2006 13-04-2006 |  |
| Vietcong 2                                              | Pterodon                                                                                  | 2K Games                                                                                             | Microsoft Windows | jeu de tir en vue subjective | 24-10-2005 |  |
| Call of Duty 2                                          | Infinity Ward Aspyr                                                                       | Activision Aspyr Konami                                                                              | Xbox 360 Microsoft Windows macOS | jeu de tir en vue subjective | 25-10-2005 24-03-2006 22-11-2005 02-12-2005 15-06-2006 05-01-2006 2006 01-06-2006 |  |
| Brothers in Arms: Earned in Blood                       | Gearbox Software                                                                          | Ubisoft                                                                                              | Wii Xbox PlayStation 2 Microsoft Windows macOS | jeu de tir tactique jeu de tir en vue subjective                                                                                                | 26-10-2005 |  |
| Half-Life 2: Lost Coast                                 | Valve Corporation                                                                         | Valve Corporation                                                                                    | Linux Microsoft Windows macOS | jeu de tir en vue subjective | 27-10-2005 |  |
| Counter-Strike Neo                                      | Valve Corporation                                                                         | Namco                                                                                                | jeu d'arcade | jeu de tir en vue subjective | 27-10-2005 |  |
| Starship Troopers                                       | Strangelite                                                                               | Empire Interactive                                                                                   | Microsoft Windows | jeu de tir en vue subjective | 27-10-2005 |  |
| Star Wars: Battlefront 2                                | Pandemic Studios Savage entertainment                                                     | LucasArts                                                                                            | Xbox PlayStation 2 Microsoft Windows PlayStation Portable | jeu de tir en vue subjective jeu de tir à la troisième personne                                                                                 | 31-10-2005 |  |
| Battlefield 2 : Forces spéciales                        | Digital Illusions Creative Entertainment                                                  | Electronic Arts                                                                                      | | jeu de tir en vue subjective | 11-2005 |  |
| Call of Duty 2: Big Red One                             | Treyarch Gray Matter Interactive                                                          | Activision Konami                                                                                    | Xbox PlayStation 2 GameCube | jeu de tir en vue subjective | 01-11-2005 18-11-2005 29-06-2006 |  |
| Perfect Dark Zero                                       | Rare                                                                                      | Microsoft Studios                                                                                    | Xbox 360 | jeu d'action jeu de tir en vue subjective | 17-11-2005 |  |
| America's Army: Rise of a Soldier                       | Secret Level                                                                              | Ubisoft                                                                                              | Xbox PlayStation 2 | jeu de tir en vue subjective | 17-11-2005 |  |
| Ass Hunter                                              |                                                                                           | | Microsoft Windows | jeu de tir en vue subjective | 2006 |  |
| Commandos: Strike Force                                 | Pyro Studios                                                                              | Eidos Interactive                                                                                    | Xbox PlayStation 2 Microsoft Windows | jeu de tir en vue subjective | 2006 |  |
| World War II Combat: Road to Berlin                     | Zombie Studios                                                                            | Groove Games                                                                                         | Xbox Microsoft Windows | jeu de tir en vue subjective | 24-01-2006 |  |
| Black (jeu vidéo)                                       | Criterion Games                                                                           | Electronic Arts                                                                                      | Xbox 360 Xbox PlayStation 2 | jeu de tir en vue subjective | 24-02-2006 |  |
| Face of Mankind                                         |                                                                                           | | Microsoft Windows | jeu de tir en vue subjective jeu de tir à la troisième personne                                                                                 | 03-2006 |  |
| Empires                                                 |                                                                                           | | Microsoft Windows | jeu de tir en vue subjective stratégie en temps réel                                                                                            | 04-03-2006 |  |
| Tom Clancy's Ghost Recon Advanced Warfighter            | Ubisoft Paris                                                                             | Ubisoft                                                                                              | Xbox 360 Xbox PlayStation 2 Microsoft Windows | jeu de tir en vue subjective jeu de tir à la troisième personne                                                                                 | 09-03-2006 |  |
| Neuro                                                   |                                                                                           | Russobit-M                                                                                           | | jeu de tir en vue subjective | 10-03-2006 |  |
| Minerva                                                 |                                                                                           | | Microsoft Windows | jeu de tir en vue subjective | 12-03-2006 |  |
| Red Orchestra: Ostfront 41-45                           | Tripwire Interactive                                                                      | Destineer                                                                                            | Linux Microsoft Windows macOS | jeu de tir tactique jeu de tir en vue subjective                                                                                                | 14-03-2006 |  |
| ÜberSoldier                                             |                                                                                           | cdv Software Entertainment                                                                           | Microsoft Windows | jeu de tir en vue subjective | 29-03-2006 |  |
| The DinoHunters                                         | Kuma Reality Games                                                                        | | Microsoft Windows | jeu de tir en vue subjective | 24-04-2006 |  |
| CellFactor: Combat Training                             | Artificial studios                                                                        | AGEIA                                                                                                | Microsoft Windows | jeu de tir en vue subjective | 05-2006 |  |
| SiN Episodes                                            | Ritual Entertainment                                                                      | Ritual Entertainment                                                                                 | Microsoft Windows | jeu de tir en vue subjective | 10-05-2006 |  |
| Urban Chaos: Riot Response                              | Rocksteady Studios                                                                        | Eidos Interactive                                                                                    | Xbox PlayStation 2 | jeu de tir en vue subjective | 19-05-2006 |  |
| Half-Life 2: Episode One                                | Valve Corporation                                                                         | Valve Corporation                                                                                    | Linux Xbox 360 PlayStation 3 Microsoft Windows macOS | jeu de tir en vue subjective | 01-06-2006 22-05-2008 10-10-2007 19-10-2007 25-10-2007 11-12-2007 14-12-2007 20-12-2007 26-05-2010 26-06-2013 |  |
| Terrawars: New York Invasion                            |                                                                                           | Tri Synergy                                                                                          | Microsoft Windows | jeu de tir en vue subjective | 06-07-2006 |  |
| Prey                                                    | Human Head Studios                                                                        | 2K Games                                                                                             | Linux Xbox 360 Microsoft Windows macOS | jeu de tir en vue subjective | 11-07-2006 |  |
| Warpath                                                 | Digital Extremes                                                                          | Groove Games                                                                                         | Xbox Microsoft Windows | jeu de tir en vue subjective | 18-07-2006 |  |
| World War II Combat: Iwo Jima                           | Zombie Studios                                                                            | Groove Games                                                                                         | Xbox Microsoft Windows | jeu de tir en vue subjective | 18-07-2006 |  |
| The Ship: Murder Party                                  | Outerlight                                                                                | Valve Corporation                                                                                    | Microsoft Windows | jeu de tir en vue subjective | 30-07-2006 |  |
| First Battalion                                         | ZootFly                                                                                   | DreamCatcher Interactive                                                                             | Microsoft Windows | jeu vidéo de rôle jeu de tir en vue subjective                                                                                                  | 21-08-2006 |  |
| Quest for Bush                                          |                                                                                           | Global Islamic Media Front                                                                           | Microsoft Windows | jeu de tir en vue subjective | 11-09-2006 |  |
| Eternal Silence                                         |                                                                                           | | Microsoft Windows | jeu de tir en vue subjective | 23-09-2006 |  |
| NRA Gun Club                                            |                                                                                           | Crave Entertainment                                                                                  | PlayStation 2 | jeu de tir en vue subjective | 02-10-2006 |  |
| Battlefield 2142                                        | Digital Illusions Creative Entertainment                                                  | Electronic Arts                                                                                      | Microsoft Windows macOS | jeu de tir en vue subjective jeu vidéo de science fiction                                                                                       | 17-10-2006 18-10-2006 20-10-2006 |  |
| Medal of Honor: Heroes                                  |                                                                                           | Electronic Arts                                                                                      | PlayStation Portable | jeu de tir en vue subjective | 20-10-2006 |  |
| Dark Messiah of Might and Magic                         | Arkane Studios                                                                            | Ubisoft                                                                                              | Xbox 360 Microsoft Windows | jeu de tir en vue subjective | 24-10-2006 |  |
| F.E.A.R. Extraction Point                               | TimeGate Studios                                                                          | Vivendi                                                                                              | Xbox 360 Microsoft Windows | jeu de tir en vue subjective Horreur psychologique                                                                                              | 24-10-2006 |  |
| You Are EMPTY                                           |                                                                                           | 1C Company                                                                                           | Microsoft Windows | jeu de tir en vue subjective | 27-10-2006 |  |
| Call of Duty 3 : En marche vers Paris                   | Treyarch Exakt Entertainment                                                              | Activision Spike                                                                                     | Wii Xbox 360 Xbox PlayStation 2 PlayStation 3 | jeu de tir en vue subjective | 07-11-2006 10-11-2006 15-11-2006 22-11-2006 24-11-2006 29-03-2007 14-11-2006 06-12-2006 08-12-2006 23-03-2007 14-06-2007 |  |
| Brothers in Arms: D-Day                                 | Gearbox Software                                                                          | Ubisoft                                                                                              | PlayStation Portable | jeu de tir tactique jeu de tir en vue subjective                                                                                                | 07-11-2006 |  |
| Kidō Senshi Gundam: Senjō no Kizuna                     | Namco Bandai Games                                                                        | Namco Bandai Games                                                                                   | jeu d'arcade PlayStation Portable | jeu de tir en vue subjective mecha (anime et manga)                                                                                             | 07-11-2006 |  |
| The History Channel: Civil War – A Nation Divided       | Cauldron                                                                                  | Activision                                                                                           | Xbox 360 PlayStation 2 Microsoft Windows | jeu de tir en vue subjective | 07-11-2006 |  |
| ArmA: Armed Assault                                     | Bohemia Interactive                                                                       | 505 Games Atari                                                                                      | Microsoft Windows | jeu de tir tactique jeu de tir à la troisième personne jeu de tir en vue subjective monde ouvert                                                | 10-11-2006 16-02-2007 23-02-2007 |  |
| Resistance: Fall of Man                                 | Insomniac Games                                                                           | Sony Interactive Entertainment                                                                       | PlayStation 3 | jeu de tir en vue subjective | 11-11-2006 |  |
| Red Steel                                               | Ubisoft Paris                                                                             | Ubisoft                                                                                              | Wii | jeu de tir en vue subjective | 19-11-2006 |  |
| Tom Clancy's Rainbow Six: Vegas                         | Ubisoft Montréal                                                                          | Ubisoft                                                                                              | Xbox 360 PlayStation 3 Microsoft Windows PlayStation Portable | jeu de tir tactique jeu de tir en vue subjective                                                                                                | 22-11-2006 |  |
| Cabela's African Safari                                 | Sand Grain Studios                                                                        | Activision                                                                                           | Xbox 360 PlayStation 2 Microsoft Windows | jeu de tir en vue subjective | 05-12-2006 |  |
| Far Cry Vengeance                                       | Ubisoft Montréal                                                                          | Ubisoft                                                                                              | Wii | jeu de tir en vue subjective | 12-12-2006 |  |
| War Rock                                                |                                                                                           | Nexon                                                                                                | Microsoft Windows | jeu de tir en vue subjective | 2007 |  |
| Pirates, Vikings and Knights II                         |                                                                                           | | Microsoft Windows | jeu de tir en vue subjective | 01-01-2007 |  |
| Galactic Command                                        | Derek Smart                                                                               | GameTap Derek Smart                                                                                  | Xbox 360 Microsoft Windows | simulateur de vol spatial jeu de tir en vue subjective                                                                                          | 2007 07-03-2008 |  |
| Patriots: A Nation Under Fire                           | 4D Rulers                                                                                 | | Microsoft Windows | jeu de tir en vue subjective | 2007 |  |
| Warmonger: Operation Downtown Destruction               | NetDevil                                                                                  | | Microsoft Windows | jeu de tir en vue subjective | 2007 |  |
| TrueCombat: Elite                                       |                                                                                           | | Microsoft Windows Linux Mac OS | jeu de tir en vue subjective | 02-01-2007 |  |
| Jailbreak: Source                                       |                                                                                           | | Microsoft Windows | jeu de tir en vue subjective | 19-02-2007 |  |
| Call of Duty : Les Chemins de la victoire               | Amaze Entertainment                                                                       | Activision                                                                                           | PlayStation Portable | jeu de tir en vue subjective | 13-03-2007 |  |
| S.T.A.L.K.E.R.: Shadow of Chernobyl                     | GSC Game World                                                                            | THQ                                                                                                  | Microsoft Windows | jeu de tir en vue subjective monde ouvert | 20-03-2007 |  |
| Medal of Honor : Avant-garde                            | Budcat Creations                                                                          | Electronic Arts                                                                                      | Wii PlayStation 2 | jeu de tir en vue subjective | 26-03-2007 |  |
| Red Ocean                                               |                                                                                           | | Microsoft Windows | jeu de tir en vue subjective | 30-03-2007 |  |
| VBS2                                                    | Bohemia Interactive Simulations                                                           | Bohemia Interactive Simulations                                                                      | Microsoft Windows | jeu de tir en vue subjective | 17-04-2007 |  |
| CellFactor: Revolution                                  | Immersion Games                                                                           | AGEIA                                                                                                | Microsoft Windows | jeu de tir en vue subjective | 08-05-2007 |  |
| Alpha Prime                                             | Black Element Software                                                                    | Bohemia Interactive                                                                                  | Microsoft Windows | jeu de tir en vue subjective | 25-05-2007 |  |
| Shadowrun                                               | FASA Studio                                                                               | Microsoft Studios                                                                                    | Xbox 360 Microsoft Windows | jeu de tir en vue subjective | 29-05-2007 |  |
| Hour of Victory                                         | Epic Games                                                                                | Midway Games                                                                                         | Xbox 360 Microsoft Windows | jeu de tir en vue subjective | 25-06-2007 |  |
| The Darkness                                            | Starbreeze Studios                                                                        | 2K Games                                                                                             | Xbox 360 PlayStation 3 | jeu de tir en vue subjective Horreur psychologique monde ouvert                                                                                 | 25-06-2007 |  |
| Space Trader                                            |                                                                                           | | Linux Microsoft Windows iOS | jeu de tir en vue subjective | 25-07-2007 |  |
| Mobile Suit Gundam: MS Sensen 0079                      | Bandai                                                                                    | Namco Bandai Games                                                                                   | Wii | jeu de tir en vue subjective Simulation de mecha sur ordinateur mecha (anime et manga)                                                          | 26-07-2007 |  |
| Special Force 2: Tale of the Truthful Pledge            |                                                                                           | Hezbollah                                                                                            | Microsoft Windows | jeu vidéo de rôle jeu de tir en vue subjective                                                                                                  | 16-08-2007 |  |
| BioShock                                                | Irrational Games                                                                          | 2K Games                                                                                             | Xbox 360 PlayStation 3 Microsoft Windows macOS iOS | jeu de tir en vue subjective | 21-08-2007 |  |
| Metroid Prime 3: Corruption                             | Retro Studios                                                                             | Nintendo                                                                                             | Wii | Vision subjective jeu de tir en vue subjective                                                                                                  | 27-08-2007 |  |
| Medal of Honor: Airborne                                | Danger Close Games                                                                        | Electronic Arts                                                                                      | Xbox 360 PlayStation 3 Microsoft Windows | jeu de tir en vue subjective | 04-09-2007 |  |
| Age of Chivalry                                         |                                                                                           | | Microsoft Windows | jeu de tir en vue subjective | 10-09-2007 |  |
| Fortress Forever                                        |                                                                                           | | Microsoft Windows | jeu de tir en vue subjective | 13-09-2007 |  |
| Coded Arms: Contagion                                   | Creat Studios                                                                             | Konami                                                                                               | PlayStation Portable | jeu de tir en vue subjective | 18-09-2007 31-12-2007 11-2007 07-05-2007 |  |
| Halo 3                                                  | Bungie Studios                                                                            | Microsoft Studios                                                                                    | Xbox 360 Xbox One | jeu de tir en vue subjective | 25-09-2007 26-09-2007 27-09-2007 |  |
| Cabela's Trophy Bucks                                   | Fun Labs                                                                                  | Activision                                                                                           | Wii Xbox 360 PlayStation 2 | jeu de tir en vue subjective | 25-09-2007 |  |
| Enemy Territory: Quake Wars                             | Splash Damage                                                                             | Activision 1C Company id Software                                                                    | Linux Xbox 360 PlayStation 3 Microsoft Windows macOS | jeu de tir en vue subjective jeu d'action jeu vidéo de stratégie                                                                                | 28-09-2007 |  |
| Star Wars Battlefront: Renegade Squadron                | Rebellion Developments                                                                    | LucasArts                                                                                            | PlayStation Portable | jeu de tir en vue subjective jeu de tir à la troisième personne                                                                                 | 09-10-2007 |  |
| Portal                                                  | Valve Corporation                                                                         | Valve Corporation                                                                                    | Microsoft Windows macOS PlayStation 3 Xbox 360 Linux SteamOS Android | jeu vidéo de réflexion jeu de tir en vue subjective                                                                                             | 09-10-2007 |  |
| Team Fortress 2                                         | Valve Corporation                                                                         | Valve Corporation                                                                                    | Xbox 360 PlayStation 3 Microsoft Windows macOS Linux | jeu de tir en vue subjective | 10-10-2007 |  |
| Half-Life 2: Episode Two                                | Valve Corporation                                                                         | Valve Corporation                                                                                    | Linux Xbox 360 PlayStation 3 Microsoft Windows macOS | jeu de tir en vue subjective | 10-10-2007 |  |
| Zoo Tycoon 2: Extinct Animals                           | Blue Fang Games                                                                           | Microsoft Studios                                                                                    | Microsoft Windows | jeu de tir en vue subjective jeu vidéo de simulation                                                                                            | 17-10-2007 |  |
| Clive Barker's Jericho                                  | MercurySteam Entertainment                                                                | Codemasters                                                                                          | Xbox 360 PlayStation 3 Microsoft Windows | jeu de tir en vue subjective | 23-10-2007 |  |
| Painkiller: Overdose                                    | Mindware studios                                                                          | DreamCatcher Interactive                                                                             | Microsoft Windows | jeu de tir en vue subjective | 30-10-2007 |  |
| TimeShift                                               | Saber Interactive                                                                         | Sierra Entertainment                                                                                 | Xbox 360 PlayStation 3 Microsoft Windows | jeu de tir en vue subjective | 30-10-2007 |  |
| Dementium : L'Asile                                     | Renegade Kid                                                                              | Gamecock Media Group                                                                                 | Nintendo DS | jeu de tir en vue subjective | 31-10-2007 |  |
| Call of Duty 4: Modern Warfare                          | Infinity Ward Aspyr Treyarch                                                              | Activision Square Enix                                                                               | Wii Xbox 360 PlayStation 3 Microsoft Windows macOS PlayStation 4 Xbox One | jeu de tir en vue subjective | 05-11-2007 07-11-2007 09-11-2007 27-12-2007 10-09-2009 26-09-2008 28-01-2011 10-11-2009 04-11-2016 |  |
| Call of Duty 4: Modern Warfare                          | N-Space                                                                                   | Activision                                                                                           | Nintendo DS | jeu de tir en vue subjective | 05-11-2007 |  |
| F.E.A.R. Perseus Mandate                                | TimeGate Studios                                                                          | Sierra Entertainment                                                                                 | Xbox 360 Microsoft Windows | jeu de tir en vue subjective Horreur psychologique                                                                                              | 06-11-2007 |  |
| BlackSite                                               | Midway Austin                                                                             | Midway Games                                                                                         | Xbox 360 PlayStation 3 Microsoft Windows | jeu de tir en vue subjective | 12-11-2007 |  |
| Crysis                                                  | Crytek                                                                                    | Electronic Arts                                                                                      | Xbox 360 PlayStation 3 Microsoft Windows | jeu de tir en vue subjective | 13-11-2007 |  |
| Medal of Honor: Heroes 2                                | Danger Close Games                                                                        | Electronic Arts                                                                                      | Wii PlayStation Portable | jeu de tir en vue subjective | 13-11-2007 |  |
| Soldier of Fortune: Payback                             | Cauldron                                                                                  | Activision                                                                                           | Xbox 360 PlayStation 3 Microsoft Windows | jeu de tir en vue subjective | 14-11-2007 |  |
| America's Army: True Soldiers                           | Red Storm Entertainment                                                                   | Ubisoft                                                                                              | Xbox 360 | jeu de tir tactique jeu de tir en vue subjective                                                                                                | 15-11-2007 |  |
| Spy Games: Elevator Mission                             |                                                                                           | UFO Interactive Games                                                                                | Wii | jeu de tir en vue subjective | 16-11-2007 |  |
| Unreal Tournament 3                                     | Epic Games                                                                                | Midway Games                                                                                         | Xbox 360 PlayStation 3 Microsoft Windows | jeu de tir en vue subjective | 19-11-2007 |  |
| The History Channel: Battle for the Pacific             | Cauldron                                                                                  | Activision                                                                                           | Wii Xbox 360 PlayStation 2 PlayStation 3 Microsoft Windows | jeu de tir en vue subjective | 30-11-2007 |  |
| Zombie Panic! Source                                    |                                                                                           | | Microsoft Windows | jeu de tir en vue subjective | 28-12-2007 |  |
| Primeval Hunt                                           | Sega                                                                                      | Sega                                                                                                 | jeu d'arcade | jeu de tir en vue subjective | 2008 |  |
| Sniper: Art of Victory                                  | City Interactive                                                                          | City Interactive                                                                                     | Windows | jeu de tir en vue subjective | 2008 |  |
| The Hell in Vietnam                                     | City Interactive                                                                          | City Interactive                                                                                     | Microsoft Windows | jeu de tir en vue subjective | 02-01-2008 |  |
| Kwari                                                   | Micro Forté                                                                               | | Microsoft Windows | jeu de tir en vue subjective | 07-01-2008 |  |
| Savage 2: A Tortured Soul                               | S2 Games                                                                                  | S2 Games                                                                                             | Linux Microsoft Windows | jeu de tir en vue subjective stratégie en temps réel action-RPG                                                                                 | 16-01-2008 |  |
| Turok                                                   | Propaganda Games                                                                          | Touchstone Pictures                                                                                  | Xbox 360 PlayStation 3 Microsoft Windows | jeu d'aventure jeu d'action-aventure jeu d'action jeu de tir en vue subjective shoot 'em up                                                     | 05-02-2008 |  |
| Conflict: Denied Ops                                    | Pivotal Games                                                                             | Eidos Interactive                                                                                    | Xbox 360 PlayStation 3 Microsoft Windows | jeu de tir en vue subjective | 08-02-2008 |  |
| The Truth About 9th Company                             |                                                                                           | 1C Company                                                                                           | Microsoft Windows | jeu de tir en vue subjective | 15-02-2008 |  |
| Frontlines: Fuel of War                                 | Kaos Studios                                                                              | THQ                                                                                                  | Xbox 360 Microsoft Windows | jeu de tir en vue subjective | 25-02-2008 |  |
| Turning Point: Fall of Liberty                          | Spark Unlimited                                                                           | Codemasters                                                                                          | Xbox 360 PlayStation 3 Microsoft Windows | jeu de tir en vue subjective | 26-02-2008 |  |
| Mare Nostrum                                            |                                                                                           | | Microsoft Windows | jeu de tir en vue subjective | 01-03-2008 |  |
| Battlezone                                              | Stainless Games                                                                           | Atari, Inc.                                                                                          | Xbox 360 | jeu de tir en vue subjective | 16-04-2008 |  |
| Haze                                                    | Crytek UK                                                                                 | Ubisoft                                                                                              | PlayStation 3 | jeu de tir en vue subjective | 20-05-2008 |  |
| Darkest Hour: Europe '44-'45                            |                                                                                           | | Microsoft Windows | jeu de tir tactique jeu de tir en vue subjective                                                                                                | 06-06-2008 |  |
| Battlefield: Bad Company                                | Digital Illusions Creative Entertainment                                                  | Electronic Arts                                                                                      | Xbox 360 PlayStation 3 | jeu de tir en vue subjective jeu de tir tactique                                                                                                | 23-06-2008 26-06-2008 |  |
| Legions: Overdrive                                      | GarageGames                                                                               | Q6038702                                                                                             | Microsoft Windows | jeu de tir en vue subjective | 24-06-2008 |  |
| FPScore                                                 |                                                                                           | | Microsoft Windows | jeu de tir en vue subjective | 24-06-2008 |  |
| Mobile Ops: The One Year War                            | Dimps                                                                                     | Namco Bandai Games                                                                                   | Xbox 360 | Simulation de véhicule jeu de tir à la troisième personne jeu de tir en vue subjective mecha (anime et manga)                                   | 26-06-2008 |  |
| Combat Arms                                             |                                                                                           | Nexon                                                                                                | Microsoft Windows | jeu de tir en vue subjective | 11-07-2008 |  |
| Counter-Strike Online                                   | Valve Corporation                                                                         | Valve Corporation                                                                                    | Microsoft Windows | jeu de tir en vue subjective | 24-07-2008 |  |
| S.T.A.L.K.E.R.: Clear Sky                               | GSC Game World                                                                            | Deep Silver                                                                                          | Microsoft Windows | jeu de tir en vue subjective monde ouvert | 22-08-2008 |  |
| Crysis Warhead                                          | Crytek                                                                                    | Electronic Arts                                                                                      | Microsoft Windows | jeu de tir en vue subjective | 16-09-2008 |  |
| Brothers in Arms: Hell's Highway                        | Gearbox Software                                                                          | Ubisoft                                                                                              | Xbox 360 PlayStation 3 Microsoft Windows | jeu de tir en vue subjective | 23-09-2008 |  |
| Wolfenstein RPG                                         |                                                                                           | EA Mobile                                                                                            | Java Platform, Micro Edition machine virtuelle Java iOS | jeu vidéo de rôle jeu de tir en vue subjective                                                                                                  | 30-09-2008 |  |
| Left 4 Dead                                             | Valve Corporation                                                                         | Valve Corporation                                                                                    | Xbox 360 Microsoft Windows macOS | jeu de tir en vue subjective | 17-10-2008 |  |
| Far Cry 2                                               | Ubisoft Montréal                                                                          | Ubisoft                                                                                              | Xbox 360 PlayStation 3 Microsoft Windows | jeu de tir en vue subjective monde ouvert | 21-10-2008 |  |
| White Gold: War in Paradise                             |                                                                                           | communauté des États indépendants                                                                    | Microsoft Windows | jeu vidéo de rôle jeu de tir en vue subjective monde ouvert                                                                                     | 24-10-2008 |  |
| Fallout 3                                               | Bethesda Game Studios                                                                     | Bethesda Softworks                                                                                   | Microsoft Windows PlayStation 3 Xbox 360 Xbox One | action-RPG monde ouvert jeu de tir en vue subjective jeu de tir à la troisième personne jeu vidéo de rôle                                       | 28-10-2008 |  |
| Quantum of Solace                                       | Treyarch                                                                                  | Activision                                                                                           | Nintendo DS Wii Xbox 360 PlayStation 2 PlayStation 3 Microsoft Windows | jeu de tir en vue subjective jeu de tir à la troisième personne                                                                                 | 31-10-2008 |  |
| Legendary                                               | Spark Unlimited                                                                           | Gamecock Media Group                                                                                 | Xbox 360 PlayStation 3 Microsoft Windows | jeu de tir en vue subjective | 04-11-2008 |  |
| Resistance 2                                            | Insomniac Games                                                                           | Sony Interactive Entertainment                                                                       | PlayStation 3 | jeu de tir en vue subjective | 04-11-2008 |  |
| History Civil War: Secret Missions                      | Cauldron                                                                                  | Activision                                                                                           | Xbox 360 PlayStation 2 PlayStation 3 Microsoft Windows | jeu de tir en vue subjective | 04-11-2008 |  |
| Secret Service                                          | Cauldron                                                                                  | Activision                                                                                           | Microsoft Windows | jeu de tir en vue subjective | 04-11-2008 |  |
| Iron Grip: Warlord                                      | ISOTX                                                                                     | ISOTX                                                                                                | Microsoft Windows | jeu de tir en vue subjective Tower defense | 05-11-2008 |  |
| Call of Duty: World at War – Final Fronts               | Rebellion Developments                                                                    | Activision                                                                                           | PlayStation 2 | jeu de tir en vue subjective | 10-11-2008 |  |
| Call of Duty: World at War                              | Treyarch Exakt Entertainment Arkane Studios                                               | Activision Blizzard                                                                                  | Wii Xbox 360 PlayStation 3 Microsoft Windows Windows Mobile PlayStation 2 | jeu de tir en vue subjective | 11-11-2008 12-11-2008 14-11-2008 26-11-2008 |  |
| Call of Duty: World at War                              | N-Space                                                                                   | Activision                                                                                           | Nintendo DS | jeu de tir en vue subjective | 11-11-2008 |  |
| NPPL Championship Paintball 2009                        |                                                                                           | Activision                                                                                           | Wii Xbox 360 PlayStation 2 PlayStation 3 | jeu de tir en vue subjective | 18-11-2008 |  |
| Brothers in Arms: Hour of Heroes                        | Gameloft                                                                                  | Gameloft                                                                                             | iOS | jeu de tir tactique jeu de tir en vue subjective                                                                                                | 23-11-2008 |  |
| Alliance of Valiant Arms                                |                                                                                           | Naver                                                                                                | Microsoft Windows | jeu de tir en vue subjective | 01-12-2008 |  |
| Action Half-Life 2                                      |                                                                                           | | Microsoft Windows | jeu de tir en vue subjective | 2009 |  |
| Moon                                                    | Renegade Kid                                                                              | Mastiff                                                                                              | Nintendo DS | jeu de tir en vue subjective | 13-01-2009 |  |
| Karma II                                                |                                                                                           | | Microsoft Windows | jeu de tir en vue subjective | 22-01-2009 |  |
| AC-130: Operation Devastation                           | Frozen Codebase                                                                           | Cosmi Corporation                                                                                    | Microsoft Windows | jeu de tir en vue subjective | 29-01-2009 |  |
| F.E.A.R. 2: Project Origin                              | Monolith Productions                                                                      | Warner Bros. Interactive Entertainment                                                               | Xbox 360 PlayStation 3 Microsoft Windows | jeu de tir en vue subjective Horreur psychologique                                                                                              | 10-02-2009 |  |
| Shellshock 2: Blood Trails                              | Rebellion Developments                                                                    | Eidos Interactive                                                                                    | Xbox 360 PlayStation 3 Microsoft Windows | jeu de tir en vue subjective | 13-02-2009 |  |
| Onslaught                                               | Quintet                                                                                   | Hudson Soft                                                                                          | Wii | jeu de tir en vue subjective | 13-02-2009 |  |
| Killzone 2                                              | Guerrilla Games                                                                           | Sony Interactive Entertainment                                                                       | PlayStation 3 | jeu de tir en vue subjective | 26-02-2009 |  |
| NecroVisioN                                             | The Farm 51                                                                               | 1C Company                                                                                           | Microsoft Windows | jeu de tir en vue subjective | 27-02-2009 |  |
| The Nameless Mod                                        |                                                                                           | | Microsoft Windows | jeu de tir en vue subjective | 14-03-2009 |  |
| Solvalou                                                | Namco                                                                                     | Namco                                                                                                | jeu d'arcade | shoot 'em up jeu de tir en vue subjective | 26-03-2009 |  |
| C.O.R.E.                                                |                                                                                           | | Nintendo DS | jeu de tir en vue subjective | 27-03-2009 |  |
| The Chronicles of Riddick: Assault on Dark Athena       | Starbreeze Studios                                                                        | Atari                                                                                                | Xbox 360 PlayStation 3 Microsoft Windows macOS | jeu de tir en vue subjective | 07-04-2009 |  |
| Zeno Clash                                              | ACE Team                                                                                  | Valve Corporation                                                                                    | Xbox 360 Microsoft Windows | jeu vidéo de combat jeu de tir en vue subjective                                                                                                | 21-04-2009 |  |
| Operation 7                                             |                                                                                           | | | jeu de tir en vue subjective | 05-2009 |  |
| Killing Floor                                           | Tripwire Interactive                                                                      | Tripwire Interactive                                                                                 | Linux Microsoft Windows macOS | jeu de tir en vue subjective survival horror | 14-05-2009 |  |
| Tunnel Rats                                             | Replay Studios                                                                            | | Microsoft Windows | jeu de tir en vue subjective | 15-05-2009 |  |
| Team Bravo: Weapons and Tactics                         | Atari                                                                                     | City Interactive                                                                                     | ordinateur personnel | jeu de tir en vue subjective | 22-05-2009 |  |
| Delta Force: Xtreme 2                                   | NovaLogic                                                                                 | NovaLogic                                                                                            | Microsoft Windows | jeu de tir en vue subjective jeu d'action | 27-05-2009 |  |
| CellFactor: Psychokinetic Wars                          | Immersion Games                                                                           | Ubisoft                                                                                              | PlayStation 3 Microsoft Windows | jeu de tir en vue subjective | 01-06-2009 |  |
| Prey Invasion                                           |                                                                                           | Hands-On Mobile                                                                                      | iOS | jeu de tir en vue subjective | 04-06-2009 |  |
| ArmA II                                                 | Bohemia Interactive                                                                       | Bohemia Interactive                                                                                  | Microsoft Windows | jeu de tir en vue subjective jeu de tir à la troisième personne monde ouvert                                                                    | 17-06-2009 |  |
| The Conduit                                             | High Voltage Software                                                                     | Sega                                                                                                 | Wii Android | jeu de tir en vue subjective | 23-06-2009 |  |
| Water Warfare                                           | Hudson Soft                                                                               | | Wii | jeu de tir en vue subjective | 23-06-2009 |  |
| Doom Resurrection                                       | Severity                                                                                  | | iOS | jeu de tir en vue subjective | 26-06-2009 |  |
| Call of Juarez: Bound in Blood                          | Techland                                                                                  | Ubisoft                                                                                              | Xbox 360 PlayStation 3 Microsoft Windows | jeu de tir en vue subjective | 30-06-2009 |  |
| The Punisher: No Mercy                                  | Zen Studios                                                                               | Sony Interactive Entertainment                                                                       | PlayStation 3 | jeu de tir en vue subjective | 02-07-2009 |  |
| Neo Tokyo                                               |                                                                                           | | Microsoft Windows | jeu de tir en vue subjective cyberpunk | 03-07-2009 |  |
| Battlefield 1943                                        | Digital Illusions Creative Entertainment                                                  | Electronic Arts                                                                                      | Xbox 360 PlayStation 3 | jeu de tir en vue subjective | 08-07-2009 |  |
| Dark Salvation                                          |                                                                                           | | Microsoft Windows | jeu de tir en vue subjective | 28-07-2009 |  |
| Real Heroes: Firefighter                                | Epicenter Studios                                                                         | Conspiracy Entertainment                                                                             | Wii Microsoft Windows | jeu de tir en vue subjective | 04-08-2009 |  |
| Battleswarm: Field of Honor                             |                                                                                           | | Microsoft Windows | jeu de tir en vue subjective | 10-08-2009 |  |
| Wolfenstein                                             | Raven Software                                                                            | Activision                                                                                           | Xbox 360 PlayStation 3 Microsoft Windows | jeu de tir en vue subjective | 18-08-2009 |  |
| Raven Squad: Operation Hidden Dagger                    | Atomic Motion                                                                             | | Xbox 360 Microsoft Windows | jeu de tir en vue subjective | 25-08-2009 |  |
| Modern Combat: Sandstorm                                | Gameloft                                                                                  | Gameloft                                                                                             | Android iOS | jeu de tir en vue subjective | 27-08-2009 |  |
| Renegade X                                              |                                                                                           | | Microsoft Windows | jeu de tir en vue subjective jeu de tir à la troisième personne                                                                                 | 09-2009 |  |
| F.E.A.R. 2: Reborn                                      | Monolith Productions                                                                      | Warner Bros. Interactive Entertainment                                                               | Xbox 360 PlayStation 3 Microsoft Windows | jeu de tir en vue subjective Horreur psychologique                                                                                              | 03-09-2009 |  |
| Section 8                                               | TimeGate Studios                                                                          | SouthPeak Games                                                                                      | Xbox 360 PlayStation 3 Microsoft Windows | jeu de tir en vue subjective | 04-09-2009 |  |
| Darkest of Days                                         |                                                                                           | | Xbox 360 Microsoft Windows | jeu de tir en vue subjective | 08-09-2009 |  |
| Grappling Hook                                          |                                                                                           | | Linux Microsoft Windows | jeu vidéo de réflexion jeu de tir en vue subjective                                                                                             | 18-09-2009 |  |
| Halo 3: ODST                                            | Bungie Studios                                                                            | Microsoft Studios                                                                                    | Xbox 360 Xbox One | jeu de tir en vue subjective | 22-09-2009 |  |
| S.T.A.L.K.E.R.: Call of Pripyat                         | GSC Game World                                                                            | GSC Game World                                                                                       | Microsoft Windows | jeu de tir en vue subjective monde ouvert | 02-10-2009 |  |
| Dreamkiller                                             | Mindware studios                                                                          | Aspyr                                                                                                | Microsoft Windows | jeu de tir en vue subjective | 12-10-2009 |  |
| Borderlands (jeu vidéo)                                 | Gearbox Software Feral Interactive                                                        | 2K Games                                                                                             | Xbox 360 PlayStation 3 Microsoft Windows macOS Xbox One | jeu de tir en vue subjective monde ouvert | 20-10-2009 |  |
| Scorpion: Disfigured                                    |                                                                                           | | Microsoft Windows | jeu de tir en vue subjective | 23-10-2009 |  |
| Painkiller: Resurrection                                |                                                                                           | JoWooD Entertainment                                                                                 | Microsoft Windows | jeu de tir en vue subjective | 27-10-2009 |  |
| Severity                                                |                                                                                           | | PlayStation 3 | jeu de tir en vue subjective | 29-10-2009 |  |
| Jurassic: The Hunted                                    | Cauldron                                                                                  | Activision                                                                                           | Wii Xbox 360 PlayStation 2 PlayStation 3 | jeu de tir en vue subjective | 03-11-2009 |  |
| Shattered Horizon                                       | Futuremark                                                                                | Futuremark                                                                                           | Microsoft Windows | jeu de tir en vue subjective | 04-11-2009 |  |
| Call of Duty: Modern Warfare 2                          | Infinity Ward Aspyr                                                                       | Activision Square Enix                                                                               | Xbox 360 PlayStation 3 Microsoft Windows macOS | jeu de tir en vue subjective | 10-11-2009 11-11-2009 10-12-2009 23-12-2009 |  |
| Call of Duty: Modern Warfare - Mobilized                | N-Space                                                                                   | Activision                                                                                           | Nintendo DS | jeu de tir en vue subjective | 10-11-2009 |  |
| Call of Duty: World at War - Zombies                    | Ideaworks Game Studio                                                                     | Activision                                                                                           | iOS | jeu de tir en vue subjective | 16-11-2009 |  |
| Left 4 Dead 2                                           | Valve Corporation                                                                         | Valve Corporation                                                                                    | Linux Xbox 360 Microsoft Windows macOS | jeu de tir en vue subjective survival horror | 17-11-2009 19-11-2009 20-11-2009 05-09-2010 02-07-2013 |  |
| Doom II RPG                                             |                                                                                           | EA Mobile                                                                                            | machine virtuelle Java iOS | jeu vidéo de rôle jeu de tir en vue subjective                                                                                                  | 23-11-2009 |  |
| Rogue Warrior                                           | Rebellion Developments                                                                    | Bethesda Softworks                                                                                   | Xbox 360 PlayStation 3 Microsoft Windows | jeu de tir en vue subjective | 01-12-2009 |  |
| Precursors                                              |                                                                                           | Russobit-M                                                                                           | Xbox 360 Microsoft Windows | jeu vidéo de rôle jeu de tir en vue subjective monde ouvert                                                                                     | 04-12-2009 |  |
| Eliminate Pro                                           | Ngmoco                                                                                    | | iOS | jeu de tir en vue subjective | 06-12-2009 |  |
| Trouble in Terrorist Town                               |                                                                                           | Facepunch Studios                                                                                    | Microsoft Windows | jeu de tir en vue subjective | 2010 |  |
| MAG                                                     | Zipper Interactive                                                                        | Sony Interactive Entertainment                                                                       | PlayStation 3 | jeu de tir en vue subjective | 26-01-2010 |  |
| Brave Arms                                              |                                                                                           | Namco Bandai Games                                                                                   | PlayStation 3 | jeu d'action jeu de tir en vue subjective | 02-2010 |  |
| BioShock 2                                              | 2K Marin                                                                                  | 2K Games                                                                                             | Xbox 360 PlayStation 3 Microsoft Windows macOS | jeu de tir en vue subjective | 09-02-2010 |  |
| WW1 Source                                              |                                                                                           | | Microsoft Windows | jeu de tir en vue subjective | 12-02-2010 |  |
| Aliens vs. Predator                                     | Rebellion Developments                                                                    | Sega                                                                                                 | Xbox 360 PlayStation 3 Microsoft Windows | jeu de tir en vue subjective | 16-02-2010 |  |
| Brothers in Arms 2: Global Front                        | Gameloft                                                                                  | Gameloft                                                                                             | Android iOS | jeu de tir en vue subjective | 22-02-2010 28-02-2010 |  |
| Battlefield: Bad Company 2                              | Digital Illusions Creative Entertainment                                                  | Electronic Arts                                                                                      | Xbox 360 PlayStation 3 ordinateur personnel Microsoft Windows iOS | jeu de tir en vue subjective | 02-03-2010 04-03-2010 05-03-2010 11-03-2010 16-12-2010 |  |
| Metro 2033                                              | 4A Games                                                                                  | THQ Deep Silver                                                                                      | Xbox 360 Microsoft Windows Xbox One PlayStation 4 macOS GNU/Linux | jeu de tir en vue subjective fiction post-apocalyptique survival horror                                                                         | 16-03-2010 |  |
| Perfect Dark                                            | 4J Studios                                                                                | Microsoft Studios                                                                                    | Xbox 360 | jeu de tir en vue subjective | 17-03-2010 |  |
| Red Steel 2                                             | Ubisoft                                                                                   | Ubisoft                                                                                              | Wii | jeu de tir en vue subjective | 23-03-2010 |  |
| Battlefield Online                                      | Neowiz Games Electronic Arts Digital Illusions Creative Entertainment                     | Neowiz Games                                                                                         | Microsoft Windows | jeu de tir en vue subjective | 25-03-2010 |  |
| Movie Battles                                           |                                                                                           | | Microsoft Windows | jeu de tir en vue subjective jeu de tir à la troisième personne                                                                                 | 26-04-2010 |  |
| 3D Space Tank                                           | Q-Games                                                                                   | Nintendo                                                                                             | Nintendo DSi | jeu de tir en vue subjective jeu de combat motorisé                                                                                             | 31-05-2010 |  |
| Carnivores: Dinosaur Hunter                             |                                                                                           | | Android PlayStation 3 iOS | jeu de tir en vue subjective | 12-06-2010 |  |
| Terror Attack: Project Fateh                            | Shivam Sai Gupta                                                                          | | Microsoft Windows | jeu de tir en vue subjective | 23-06-2010 |  |
| Singularity                                             | Raven Software                                                                            | Activision                                                                                           | Xbox 360 PlayStation 3 Microsoft Windows | jeu de tir en vue subjective | 25-06-2010 |  |
| ARMA 2: Operation Arrowhead                             | Bohemia Interactive                                                                       | 505 Games                                                                                            | Microsoft Windows | jeu de tir en vue subjective jeu de tir à la troisième personne monde ouvert                                                                    | 29-06-2010 |  |
| Archetype                                               |                                                                                           | | iOS | jeu de tir en vue subjective | 02-07-2010 |  |
| Blacklight: Tango Down                                  | Zombie Studios                                                                            | UTV Ignition Entertainment                                                                           | Xbox 360 Microsoft Windows | jeu de tir en vue subjective | 07-07-2010 |  |
| Firearms: Source                                        |                                                                                           | | Microsoft Windows | jeu de tir en vue subjective | 23-07-2010 |  |
| Vigilance                                               |                                                                                           | SegaSoft                                                                                             | Microsoft Windows | jeu de tir en vue subjective jeu de tir à la troisième personne                                                                                 | 04-08-2010 |  |
| Quake Live                                              | id Software                                                                               | Bethesda Softworks                                                                                   | Microsoft Windows | jeu de tir en vue subjective | 06-08-2010 |  |
| Halo: Reach                                             | Bungie Studios                                                                            | Microsoft Studios                                                                                    | Xbox 360 | jeu de tir en vue subjective | 14-09-2010 |  |
| Modern Combat 2: Black Pegasus                          | Gameloft                                                                                  | Gameloft                                                                                             | Android iOS | jeu de tir en vue subjective | 04-10-2010 |  |
| Medal of Honor                                          | Danger Close Games                                                                        | Electronic Arts                                                                                      | Xbox 360 PlayStation 3 Microsoft Windows | jeu de tir en vue subjective | 12-10-2010 |  |
| The Ball                                                | Teotl Studios                                                                             | Tripwire Interactive                                                                                 | Microsoft Windows Ouya | jeu vidéo de réflexion jeu de tir en vue subjective                                                                                             | 26-10-2010 |  |
| Bloody Good Time                                        | Outerlight                                                                                | Ubisoft                                                                                              | Xbox Live Arcade Microsoft Windows Xbox 360 | jeu de tir en vue subjective | 28-10-2010 |  |
| GoldenEye 007                                           | Eurocom N-Space                                                                           | | Wii Nintendo DS Xbox 360 PlayStation 3 | jeu de tir en vue subjective | 02-11-2010 03-11-2010 05-11-2010 30-06-2011 01-11-2011 04-11-2011 25-11-2011 |  |
| Call of Duty: Black Ops                                 | Treyarch                                                                                  | Activision                                                                                           | Nintendo DS Wii Xbox 360 PlayStation 3 Microsoft Windows macOS Xbox One PlayStation 4 Nintendo Switch                                                                                      | jeu de tir en vue subjective | 09-11-2010 |  |
| Battlefield Play4Free                                   | Digital Illusions Creative Entertainment                                                  | Electronic Arts                                                                                      | Microsoft Windows | jeu de tir en vue subjective | 30-11-2010 |  |
| Lone Wolves                                             | Zepetto                                                                                   | NCsoft                                                                                               | Microsoft Windows | jeu de tir en vue subjective | 10-12-2010 |  |
| GoldenEye: Source                                       |                                                                                           | | Microsoft Windows | jeu de tir en vue subjective | 11-12-2010 |  |
| N.O.V.A. 2: The Hero Rises Again                        | Gameloft                                                                                  | | Android iOS | jeu d'action-aventure jeu de tir en vue subjective                                                                                              | 16-12-2010 |  |
| Huxley                                                  | Webzen                                                                                    | Webzen                                                                                               | Microsoft Windows | jeu de tir en vue subjective | 30-12-2010 |  |
| Firefall                                                | Red 5 Studios                                                                             | Red 5 Studios                                                                                        | Microsoft Windows | jeu de tir en vue subjective jeu de tir à la troisième personne                                                                                 | 2011 |  |
| Breach                                                  | Atomic Games                                                                              | | Xbox 360 Microsoft Windows | jeu de tir en vue subjective | 26-01-2011 |  |
| Killzone 3                                              | Guerrilla Games                                                                           | Sony Interactive Entertainment                                                                       | PlayStation 3 | jeu de tir en vue subjective | 22-02-2011 |  |
| Bulletstorm                                             | People Can Fly                                                                            | Electronic Arts                                                                                      | Xbox 360 PlayStation 3 Microsoft Windows | jeu de tir en vue subjective | 22-02-2011 |  |
| Ugo Volt                                                | Move Interactive                                                                          | | Xbox 360 Microsoft Windows | jeu de tir à la troisième personne jeu de tir en vue subjective                                                                                 | 23-02-2011 |  |
| Battle: Los Angeles                                     | Saber Interactive                                                                         | Konami                                                                                               | Xbox 360 Microsoft Windows | jeu d'action jeu de tir en vue subjective | 11-03-2011 |  |
| Homefront                                               | Kaos Studios Digital Extremes                                                             | THQ Spike                                                                                            | Xbox 360 PlayStation 3 Microsoft Windows OnLive | jeu de tir en vue subjective | 15-03-2011 17-03-2011 18-03-2011 14-04-2011 |  |
| Tom Clancy's Rainbow Six: Shadow Vanguard               | Gameloft                                                                                  | Gameloft                                                                                             | Android iOS | jeu de tir en vue subjective | 17-03-2011 |  |
| Overkill                                                | Craneballs Studio                                                                         | | Android | shoot 'em up jeu de tir en vue subjective | 17-03-2011 |  |
| Crysis 2                                                | Crytek                                                                                    | Electronic Arts                                                                                      | Xbox 360 PlayStation 3 Microsoft Windows | jeu de tir en vue subjective | 22-03-2011 24-03-2011 25-03-2011 01-04-2011 14-04-2011 |  |
| M.I.A.: Mission in Asia                                 |                                                                                           | Game Factory Interactive                                                                             | Microsoft Windows | jeu de tir en vue subjective | 27-03-2011 |  |
| 1916: Der Unbekannte Krieg                              |                                                                                           | | Microsoft Windows macOS | jeu de tir en vue subjective | 30-03-2011 |  |
| Nuclear Dawn                                            |                                                                                           | Iceberg Interactive                                                                                  | Microsoft Windows macOS | jeu de tir en vue subjective stratégie en temps réel                                                                                            | 01-04-2011 |  |
| Dino D-Day                                              | Valve Corporation                                                                         | | Microsoft Windows | jeu de tir en vue subjective | 08-04-2011 |  |
| Sanctum                                                 | Coffee Stain Studios                                                                      | | Microsoft Windows macOS | jeu de tir en vue subjective | 15-04-2011 |  |
| Portal 2                                                | Valve Corporation                                                                         | Valve Corporation                                                                                    | Microsoft Windows macOS PlayStation 3 Xbox 360 Linux | jeu vidéo de réflexion jeu de tir en vue subjective                                                                                             | 19-04-2011 |  |
| Conduit 2                                               | High Voltage Software                                                                     | Sega                                                                                                 | Wii | jeu de tir en vue subjective | 19-04-2011 |  |
| Section 8: Prejudice                                    | TimeGate Studios                                                                          | | Xbox 360 PlayStation 3 Microsoft Windows | jeu de tir en vue subjective | 20-04-2011 |  |
| Brink                                                   | Splash Damage                                                                             | Bethesda Softworks                                                                                   | Xbox 360 PlayStation 3 Microsoft Windows | jeu de tir en vue subjective | 10-05-2011 |  |
| Duke Nukem Forever                                      | 3D Realms                                                                                 | 2K Games                                                                                             | Xbox 360 PlayStation 3 Microsoft Windows macOS | jeu de tir en vue subjective | 10-06-2011 |  |
| F.3.A.R.                                                | Day 1 Studios                                                                             | Warner Bros. Interactive Entertainment                                                               | Xbox 360 PlayStation 3 Microsoft Windows | jeu de tir en vue subjective Horreur psychologique                                                                                              | 21-06-2011 |  |
| Glorious Mission                                        |                                                                                           | | Microsoft Windows | jeu de tir en vue subjective | 26-06-2011 |  |
| Mission Against Terror                                  |                                                                                           | | Microsoft Windows | jeu d'action-aventure jeu de tir en vue subjective                                                                                              | 08-07-2011 |  |
| Call of Juarez: The Cartel                              | Techland                                                                                  | Ubisoft                                                                                              | Xbox 360 PlayStation 3 Microsoft Windows OnLive | jeu de tir en vue subjective | 19-07-2011 21-07-2011 22-07-2011 13-10-2011 08-09-2011 13-09-2011 16-09-2011 |  |
| E.Y.E.: Divine Cybermancy                               | Streum On Studio                                                                          | Valve Corporation                                                                                    | Microsoft Windows | jeu vidéo de rôle jeu de tir en vue subjective                                                                                                  | 29-07-2011 |  |
| Bodycount                                               |                                                                                           | Codemasters                                                                                          | Xbox 360 PlayStation 3 | jeu de tir en vue subjective | 30-08-2011 |  |
| Resistance 3                                            | Insomniac Games                                                                           | Sony Interactive Entertainment                                                                       | PlayStation 3 | jeu de tir en vue subjective | 06-09-2011 08-09-2011 09-09-2011 |  |
| Red Orchestra 2: Heroes of Stalingrad                   | Tripwire Interactive                                                                      | Tripwire Interactive 1C Company                                                                      | Microsoft Windows | jeu de tir en vue subjective | 13-09-2011 |  |
| Hard Reset                                              | Flying Wild Hog                                                                           | Flying Wild Hog                                                                                      | Microsoft Windows | jeu de tir en vue subjective | 13-09-2011 |  |
| Rage                                                    | id Software                                                                               | Bethesda Softworks Square Enix Aspyr                                                                 | Xbox 360 PlayStation 3 Microsoft Windows macOS iOS | jeu vidéo de course jeu de tir en vue subjective jeu de combat motorisé monde ouvert                                                            | 04-10-2011 |  |
| Payday: The Heist                                       | Overkill Software                                                                         | Daybreak Game Company                                                                                | PlayStation 3 Microsoft Windows PlayStation Portable | jeu de tir en vue subjective | 18-10-2011 |  |
| Battlefield 3                                           | Digital Illusions Creative Entertainment                                                  | Electronic Arts                                                                                      | Xbox 360 PlayStation 3 Microsoft Windows | jeu de tir en vue subjective | 25-10-2011 27-10-2011 28-10-2011 02-11-2011 |  |
| Blackwater                                              | Zombie Studios                                                                            | 505 Games                                                                                            | Xbox 360 | jeu de tir en vue subjective | 25-10-2011 |  |
| Modern Combat 3: Fallen Nation                          | Gameloft                                                                                  | Gameloft                                                                                             | Android iOS | jeu de tir en vue subjective | 27-10-2011 |  |
| No More Room in Hell                                    |                                                                                           | | Microsoft Windows | jeu de tir en vue subjective | 30-10-2011 |  |
| Call of Duty: Modern Warfare 3                          | Infinity Ward Sledgehammer Games Raven Software Treyarch                                  | Activision Square Enix                                                                               | Nintendo DS Wii Xbox 360 PlayStation 3 Microsoft Windows macOS Xbox One | jeu de tir en vue subjective | 08-11-2011 |  |
| Call of Duty: Modern Warfare 3: Defiance                | N-Space                                                                                   | Activision                                                                                           | Nintendo DS | jeu de tir en vue subjective | 08-11-2011 |  |
| Halo: Combat Evolved Anniversary                        | 343 Industries                                                                            | Microsoft Studios                                                                                    | Xbox 360 Xbox One | jeu de tir en vue subjective | 15-11-2011 |  |
| Body Count (jeu vidéo, Sega)                            | Acclaim Cheltenham                                                                        | Sega                                                                                                 | Mega Drive | shoot 'em up jeu de tir en vue subjective | 21-11-2011 |  |
| Serious Sam 3 : BFE                                     | Croteam                                                                                   | Devolver Digital                                                                                     | Linux PlayStation 3 Microsoft Windows Xbox 360 macOS | jeu de tir en vue subjective | 22-11-2011 |  |
| Call of Duty: Black Ops: Zombies                        | Ideaworks Game Studio                                                                     | Activision                                                                                           | Android iOS | jeu de tir en vue subjective | 01-12-2011 |  |
| Half-Life 2: Capture the Flag                           |                                                                                           | | Microsoft Windows | jeu de tir en vue subjective | 08-12-2011 |  |
| 7554                                                    |                                                                                           | | Microsoft Windows | jeu de tir en vue subjective | 16-12-2011 |  |
| Cabela's Dangerous Hunts 2013                           | Cauldron                                                                                  | Activision                                                                                           | Microsoft Windows | jeu de tir en vue subjective | 2012 |  |
| The Darkness II                                         | Digital Extremes                                                                          | 2K Games                                                                                             | Microsoft Windows PlayStation 3 Xbox 360 macOS OnLive | jeu de tir en vue subjective Horreur psychologique                                                                                              | 07-02-2012 |  |
| Gotham City Impostors                                   | Monolith Productions                                                                      | Warner Bros. Interactive Entertainment                                                               | PlayStation 3 Xbox 360 Microsoft Windows PlayStation Portable | jeu de tir en vue subjective | 07-02-2012 |  |
| Syndicate                                               | Starbreeze Studios                                                                        | Electronic Arts                                                                                      | Xbox 360 PlayStation 3 Microsoft Windows | jeu de tir en vue subjective | 21-02-2012 |  |
| Blacklight: Retribution                                 | Zombie Studios                                                                            | Perfect World Entertainment                                                                          | Microsoft Windows PlayStation 4 | jeu de tir en vue subjective | 03-04-2012 |  |
| Tribes: Ascend                                          | Hi-Rez Studios                                                                            | Hi-Rez Studios                                                                                       | Microsoft Windows | jeu de tir en vue subjective | 12-04-2012 |  |
| Battleship                                              | Double Helix Games                                                                        | Activision                                                                                           | Xbox 360 PlayStation 3 | jeu de tir en vue subjective jeu de stratégie au tour par tour                                                                                  | 18-04-2012 |  |
| Nexuiz                                                  | IllFonic                                                                                  | THQ                                                                                                  | Microsoft Windows | jeu de tir en vue subjective | 03-05-2012 |  |
| Tom Clancy's Ghost Recon: Future Soldier                | Ubisoft Paris                                                                             | Ubisoft                                                                                              | Xbox 360 PlayStation 3 Microsoft Windows | jeu de tir en vue subjective jeu de tir à la troisième personne                                                                                 | 22-05-2012 |  |
| Resistance: Burning Skies                               | NStigate Games                                                                            | Sony Interactive Entertainment                                                                       | PlayStation Vita | jeu de tir en vue subjective | 29-05-2012 |  |
| Dead Trigger                                            | Madfinger Games                                                                           | Madfinger Games                                                                                      | iOS Android | jeu de tir en vue subjective | 06-2012 |  |
| Receiver                                                | Wolfire Games                                                                             | | Linux Microsoft Windows | jeu de tir en vue subjective | 18-06-2012 |  |
| Bullet Run                                              |                                                                                           | Daybreak Game Company                                                                                | Microsoft Windows | jeu de tir en vue subjective | 31-07-2012 |  |
| Counter-Strike: Global Offensive                        | Valve Corporation Hidden Path Entertainment                                               | Valve Corporation                                                                                    | Microsoft Windows macOS PlayStation 3 Xbox 360 Linux Xbox One | jeu de tir en vue subjective | 21-08-2012 |  |
| Black Mesa                                              |                                                                                           | | Microsoft Windows | jeu de tir en vue subjective | 14-09-2012 |  |
| Borderlands 2                                           | Gearbox Software Iron Galaxy Studios Aspyr                                                | 2K Games                                                                                             | Microsoft Windows PlayStation 3 Xbox 360 macOS PlayStation Vita Linux | jeu de tir en vue subjective action-RPG monde ouvert                                                                                            | 18-09-2012 25-10-2012 20-11-2012 30-09-2014 13-05-2014 30-05-2014 |  |
| Doom 3 BFG Edition                                      | id Software                                                                               | Bethesda Softworks                                                                                   | Microsoft Windows PlayStation 3 Xbox 360 | jeu de tir en vue subjective | 15-10-2012 |  |
| 007 Legends                                             | Eurocom                                                                                   | Activision                                                                                           | Xbox 360 PlayStation 3 Microsoft Windows Wii U | jeu de tir en vue subjective | 16-10-2012 |  |
| Ravaged                                                 |                                                                                           | | | jeu de tir en vue subjective | 17-10-2012 |  |
| Medal of Honor: Warfighter                              | Danger Close Games                                                                        | Electronic Arts                                                                                      | Xbox 360 PlayStation 3 Microsoft Windows | jeu de tir en vue subjective | 23-10-2012 |  |
| Primal Carnage                                          |                                                                                           | | Microsoft Windows PlayStation 3 Xbox 360 | jeu de tir en vue subjective | 29-10-2012 |  |
| Guns of Icarus online                                   |                                                                                           | | PlayStation 4 Linux Microsoft Windows macOS | jeu de tir en vue subjective | 29-10-2012 |  |
| Natural Selection 2                                     | Unknown Worlds Entertainment                                                              | Unknown Worlds Entertainment                                                                         | Linux Microsoft Windows | jeu de tir en vue subjective stratégie en temps réel                                                                                            | 31-10-2012 |  |
| Painkiller: Hell and Damnation                          | The Farm 51                                                                               | THQ Nordic                                                                                           | Linux Xbox 360 PlayStation 3 Microsoft Windows | jeu de tir en vue subjective | 31-10-2012 |  |
| Halo 4                                                  | 343 Industries Certain Affinity                                                           | Microsoft Studios                                                                                    | Xbox 360 Xbox One | jeu de tir en vue subjective | 06-11-2012 |  |
| Call of Duty: Black Ops - Declassified                  | NStigate Games                                                                            | Activision                                                                                           | PlayStation Vita | jeu de tir en vue subjective | 13-11-2012 |  |
| Call of Duty: Black Ops II                              | Treyarch                                                                                  | Orlando                                                                                              | Microsoft Windows PlayStation 3 Xbox 360 Wii U | jeu de tir en vue subjective | 13-11-2012 12-11-2012 22-11-2012 18-11-2012 30-11-2012 11-04-2017 |  |
| Absolute Force Online                                   |                                                                                           | | Microsoft Windows | jeu de tir en vue subjective | 15-11-2012 |  |
| ZombiU                                                  | Ubisoft Montpellier                                                                       | Ubisoft                                                                                              | Wii U Microsoft Windows PlayStation 4 Xbox One | jeu de tir en vue subjective | 18-11-2012 |  |
| PlanetSide 2                                            | Daybreak Game Company                                                                     | Daybreak Game Company                                                                                | PlayStation 4 Microsoft Windows | jeu de tir en vue subjective Jeu de tir à la première personne massivement multijoueur en ligne monde ouvert                                    | 20-11-2012 |  |
| District 187: Sin Streets                               | Netmarble                                                                                 | | Microsoft Windows | jeu de tir en vue subjective | 20-11-2012 |  |
| Miner Wars 2081                                         | Keen Software House                                                                       | | Xbox 360 Microsoft Windows | jeu de tir en vue subjective monde ouvert | 28-11-2012 |  |
| Far Cry 3                                               | Ubisoft Montréal Massive Entertainment Ubisoft Shanghai Red Storm Entertainment           | Ubisoft                                                                                              | Microsoft Windows Xbox 360 PlayStation 3 Xbox One PlayStation 4 | jeu d'action-aventure jeu de tir en vue subjective monde ouvert                                                                                 | 29-11-2012 |  |
| Block Ops                                               |                                                                                           | | Android iOS | jeu de tir en vue subjective | 02-12-2012 |  |
| Modern Combat 4: Zero Hour                              | Gameloft                                                                                  | Gameloft                                                                                             | Windows Phone Android iOS | jeu de tir en vue subjective | 06-12-2012 |  |
| Ace of Spades                                           | Jagex                                                                                     | Jagex                                                                                                | Microsoft Windows macOS | jeu de tir en vue subjective | 12-12-2012 |  |
| Hawken                                                  |                                                                                           | | Microsoft Windows | jeu de tir en vue subjective Simulateur de mecha                                                                                                | 12-12-2012 |  |
| Aliens: Colonial Marines                                | Gearbox Software Nerve Software TimeGate Studios Demiurge Studios                         | Sega                                                                                                 | Microsoft Windows PlayStation 3 Xbox 360 | jeu de tir en vue subjective | 12-02-2013 |  |
| Crysis 3                                                | Crytek Crytek UK                                                                          | Electronic Arts                                                                                      | Microsoft Windows PlayStation 3 Xbox 360 | jeu de tir en vue subjective | 19-02-2013 |  |
| Sniper: Ghost Warrior 2                                 | City Interactive                                                                          | City Interactive                                                                                     | Xbox 360 PlayStation 3 Microsoft Windows | jeu de tir tactique jeu de tir en vue subjective                                                                                                | 12-03-2013 |  |
| The Walking Dead: Survival Instinct                     | Terminal Reality                                                                          | Activision                                                                                           | Xbox 360 PlayStation 3 Microsoft Windows Wii U | jeu de tir en vue subjective | 21-03-2013 22-03-2013 |  |
| BioShock Infinite                                       | Irrational Games 2K Games                                                                 | 2K Games                                                                                             | Microsoft Windows Xbox 360 PlayStation 3 macOS | jeu de tir en vue subjective | 26-03-2013 29-08-2013 2012 |  |
| Overkill 2                                              | Craneballs Studio                                                                         | | iOS Android | shoot 'em up jeu de tir en vue subjective | 03-04-2013 |  |
| ShootMania                                              | Nadeo                                                                                     | Ubisoft                                                                                              | Microsoft Windows | jeu de tir en vue subjective | 10-04-2013 |  |
| Mob of the Dead                                         | Treyarch                                                                                  | Activision                                                                                           | Xbox 360 PlayStation 3 | jeu de tir en vue subjective | 16-04-2013 |  |
| Cry of Fear                                             |                                                                                           | | Microsoft Windows | survival horror jeu de tir en vue subjective | 25-04-2013 |  |
| Zeno Clash 2                                            | ACE Team                                                                                  | Atlus                                                                                                | Xbox 360 PlayStation 3 Microsoft Windows | jeu vidéo de combat jeu de tir en vue subjective                                                                                                | 30-04-2013 |  |
| Far Cry 3: Blood Dragon                                 | Ubisoft Montréal Ubisoft Shanghai                                                         | Ubisoft                                                                                              | PlayStation 3 Microsoft Windows PlayStation Portable Xbox 360 | jeu de tir en vue subjective jeu d'action monde ouvert                                                                                          | 30-04-2013 |  |
| Blitz Brigade                                           | Gameloft                                                                                  | Gameloft                                                                                             | Android iOS | jeu de tir en vue subjective | 09-05-2013 |  |
| Metro: Last Light                                       | 4A Games                                                                                  | Deep Silver                                                                                          | PlayStation 4 Linux Xbox 360 PlayStation 3 Microsoft Windows Xbox One macOS | jeu de tir en vue subjective | 14-05-2013 |  |
| Sanctum 2                                               | Coffee Stain Studios                                                                      | Coffee Stain Studios                                                                                 | Microsoft Windows PlayStation 3 macOS | jeu de tir en vue subjective | 15-05-2013 |  |
| Call of Juarez: Gunslinger                              | Techland                                                                                  | Ubisoft                                                                                              | Xbox 360 PlayStation 3 Microsoft Windows PlayStation Portable | jeu de tir en vue subjective | 21-05-2013 |  |
| Rising Storm                                            | Tripwire Interactive                                                                      | Tripwire Interactive                                                                                 | Microsoft Windows | jeu de tir en vue subjective | 30-05-2013 |  |
| Interstellar Marines                                    |                                                                                           | | Xbox 360 PlayStation 3 Microsoft Windows | jeu de tir en vue subjective | 02-07-2013 |  |
| Deus Ex: The Fall                                       | Eidos Montréal                                                                            | Square Enix                                                                                          | Android Microsoft Windows iOS | action-RPG jeu de tir en vue subjective | 11-07-2013 |  |
| Rise of the Triad                                       | Interceptor Entertainment                                                                 | Apogee Software                                                                                      | Microsoft Windows | jeu de tir en vue subjective | 31-07-2013 |  |
| Payday 2                                                | Overkill Software                                                                         | 505 Games                                                                                            | Xbox 360 PlayStation 3 Microsoft Windows Xbox One PlayStation 4 GNU/Linux Nintendo Switch                                                                                                  | jeu de tir en vue subjective jeu d'infiltration                                                                                                 | 13-08-2013 |  |
| Killzone Mercenary                                      | SCE Studio Cambridge                                                                      | Sony Interactive Entertainment                                                                       | PlayStation Vita | jeu de tir en vue subjective | 04-09-2013 |  |
| Call of Duty: Strike Team                               |                                                                                           | Activision                                                                                           | Android iOS | jeu de tir en vue subjective | 05-09-2013 |  |
| Arma 3                                                  | Bohemia Interactive                                                                       | Bohemia Interactive                                                                                  | Microsoft Windows macOS Linux | jeu de tir en vue subjective jeu de tir à la troisième personne monde ouvert jeu de tir tactique jeu de combat motorisé jeu vidéo de simulation | 12-09-2013 |  |
| Dead Effect                                             |                                                                                           | | Android iOS | jeu de tir en vue subjective | 12-09-2013 |  |
| Alien Rage                                              | City Interactive                                                                          | City Interactive                                                                                     | Microsoft Windows PlayStation 3 Xbox 360 | jeu de tir en vue subjective | 24-09-2013 |  |
| Day One: Garry's Incident                               |                                                                                           | | Microsoft Windows | jeu de tir en vue subjective | 25-09-2013 |  |
| Shadow Warrior                                          | Flying Wild Hog                                                                           | Devolver Digital                                                                                     | Microsoft Windows Xbox One PlayStation 4 | jeu de tir en vue subjective | 26-09-2013 |  |
| Extraction                                              | Splash Damage                                                                             | Nexon                                                                                                | Microsoft Windows | jeu de tir en vue subjective | 10-2013 |  |
| Tactical Intervention                                   |                                                                                           | OGPlanet                                                                                             | Microsoft Windows | jeu de tir en vue subjective | 08-10-2013 |  |
| Call of Juarez                                          | Techland                                                                                  | Techland                                                                                             | Xbox 360 Microsoft Windows | jeu de tir en vue subjective | 19-10-2013 |  |
| Warface                                                 | Crytek                                                                                    | Crytek                                                                                               | Xbox 360 Microsoft Windows | jeu de tir en vue subjective | 21-10-2013 |  |
| Eldritch                                                |                                                                                           | | Microsoft Windows Linux macOS | jeu de tir en vue subjective Rogue-like | 21-10-2013 |  |
| Battlefield 4                                           | Digital Illusions Creative Entertainment                                                  | Electronic Arts                                                                                      | Microsoft Windows Xbox 360 PlayStation 3 PlayStation 4 Xbox One | jeu de tir en vue subjective | 29-10-2013 31-10-2013 01-11-2013 15-11-2013 29-11-2013 22-11-2013 |  |
| Call of Duty: Ghosts                                    | Infinity Ward                                                                             | Activision                                                                                           | PlayStation 4 Xbox One Xbox 360 PlayStation 3 Microsoft Windows Wii U | jeu de tir en vue subjective | 05-11-2013 |  |
| Killzone: Shadow Fall                                   | Guerrilla Games                                                                           | Sony Interactive Entertainment                                                                       | PlayStation 4 | jeu de tir en vue subjective | 15-11-2013 29-11-2013 22-02-2014 |  |
| Deadfall Adventures                                     | The Farm 51                                                                               | THQ Nordic                                                                                           | Microsoft Windows | jeu de tir en vue subjective | 15-11-2013 |  |
| Dementium II                                            | Renegade Kid                                                                              | SouthPeak Games                                                                                      | Microsoft Windows | jeu de tir en vue subjective | 17-12-2013 |  |
| PULSAR: Lost Colony                                     |                                                                                           | | Microsoft Windows | jeu de tir en vue subjective monde ouvert | 2014 |  |
| Insurgency                                              | New World Interactive                                                                     | New World Interactive                                                                                | Microsoft Windows macOS Linux | jeu de tir en vue subjective | 22-01-2014 |  |
| Rekoil                                                  | Plastic Piranha                                                                           | 505 Games                                                                                            | Microsoft Windows Xbox 360 | jeu de tir en vue subjective | 28-01-2014 |  |
| Tower of Guns                                           |                                                                                           | | ordinateur personnel Microsoft Windows | jeu de tir en vue subjective | 04-03-2014 |  |
| Titanfall                                               | Respawn Entertainment Bluepoint Games                                                     | Electronic Arts                                                                                      | Microsoft Windows Xbox 360 Xbox One | jeu de tir en vue subjective | 11-03-2014 08-04-2014 |  |
| Cabela's Big Game Hunter: Pro Hunts                     | Cauldron                                                                                  | Activision                                                                                           | Microsoft Windows | jeu de tir en vue subjective | 25-03-2014 |  |
| Contagion                                               |                                                                                           | | Microsoft Windows | jeu de tir en vue subjective | 11-04-2014 |  |
| Wolfenstein: The New Order                              | MachineGames                                                                              | Bethesda Softworks                                                                                   | PlayStation 4 Xbox One Xbox 360 PlayStation 3 Microsoft Windows | jeu de tir en vue subjective jeu d'action-aventure                                                                                              | 20-05-2014 |  |
| The Forest                                              |                                                                                           | | Microsoft Windows | jeu d'aventure jeu de tir en vue subjective monde ouvert                                                                                        | 30-05-2014 |  |
| Enemy Front                                             | City Interactive                                                                          | Namco Bandai Games                                                                                   | Microsoft Windows | jeu de tir en vue subjective | 10-06-2014 |  |
| Aperture Tag                                            |                                                                                           | | Microsoft Windows | jeu de tir en vue subjective | 15-07-2014 |  |
| Modern Combat 5: Blackout                               | Gameloft                                                                                  | Gameloft                                                                                             | Android iOS | jeu de tir en vue subjective | 24-07-2014 |  |
| Dead Area                                               |                                                                                           | | | jeu de tir en vue subjective | 30-07-2014 |  |
| Destiny                                                 | Bungie Studios                                                                            | Activision                                                                                           | PlayStation 3 PlayStation 4 Xbox One Xbox 360 | jeu de tir en vue subjective action-RPG jeu vidéo de rôle                                                                                       | 09-09-2014 |  |
| Borderlands: The Pre-Sequel                             | 2K Marin Gearbox Software Aspyr                                                           | 2K Games                                                                                             | Microsoft Windows macOS Linux PlayStation 3 Xbox 360 | jeu de tir en vue subjective monde ouvert | 14-10-2014 16-10-2014 17-10-2014 |  |
| The Slaughtering Grounds                                |                                                                                           | | Microsoft Windows | jeu de tir en vue subjective | 31-10-2014 |  |
| Call of Duty: Advanced Warfare                          | Sledgehammer Games High Moon Studios                                                      | Activision Sledgehammer Games                                                                        | Xbox One PlayStation 4 Xbox 360 PlayStation 3 Microsoft Windows | jeu de tir en vue subjective jeu de tir à la troisième personne                                                                                 | 04-11-2014 |  |
| Far Cry 4                                               | Ubisoft Montréal Ubisoft Ukraine Red Storm Entertainment Ubisoft Shanghai Ubisoft Toronto | Ubisoft                                                                                              | PlayStation 3 PlayStation 4 Microsoft Windows Xbox 360 Xbox One | jeu de tir en vue subjective jeu d'action-aventure monde ouvert                                                                                 | 18-11-2014 |  |
| Elite: Dangerous                                        | Frontier Developments                                                                     | Frontier Developments                                                                                | Microsoft Windows macOS Xbox One | simulateur de vol spatial jeu en ligne massivement multijoueur jeu de tir en vue subjective monde ouvert                                        | 16-12-2014 |  |
| Brothers in Arms: Furious 4                             | Gearbox Software                                                                          | Ubisoft                                                                                              | Xbox 360 PlayStation 3 Microsoft Windows Xbox One PlayStation 4 | jeu de tir en vue subjective | 2015 |  |
| Homefront: The Revolution                               | Crytek UK                                                                                 | Crytek                                                                                               | Linux Microsoft Windows macOS PlayStation 4 Xbox One | jeu de tir en vue subjective monde ouvert | 2015 |  |
| Toxikk                                                  |                                                                                           | | Microsoft Windows | jeu de tir en vue subjective | 22-01-2015 |  |
| Evolve                                                  | Turtle Rock Studios                                                                       | 2K Games                                                                                             | Microsoft Windows PlayStation 4 Xbox One | jeu de tir en vue subjective jeu d'action | 10-02-2015 |  |
| Battlefield Hardline                                    | Visceral Games Digital Illusions Creative Entertainment                                   | Electronic Arts                                                                                      | PlayStation 3 PlayStation 4 Microsoft Windows Xbox 360 Xbox One | jeu de tir en vue subjective | 17-03-2015 19-03-2015 20-03-2015 |  |
| Survarium                                               | Vostok Games                                                                              | Vostok Games                                                                                         | Microsoft Windows | jeu de tir en vue subjective Horreur psychologique                                                                                              | 02-04-2015 |  |
| In Verbis Virtus                                        |                                                                                           | | Microsoft Windows | jeu de tir en vue subjective jeu d'action | 03-04-2015 |  |
| Verdun                                                  |                                                                                           | | Microsoft Windows Linux macOS PlayStation 4 Xbox One | jeu de tir en vue subjective | 28-04-2015 |  |
| Wolfenstein: The Old Blood                              | MachineGames                                                                              | Bethesda Softworks                                                                                   | Microsoft Windows PlayStation 4 Xbox One | jeu de tir en vue subjective | 04-05-2015 |  |
| Portal Stories: Mel                                     |                                                                                           | | Microsoft Windows macOS Linux SteamOS | jeu de tir en vue subjective jeu vidéo de réflexion                                                                                             | 25-06-2015 |  |
| Unkilled                                                | Madfinger Games                                                                           | Madfinger Games                                                                                      | Android iOS | jeu de tir en vue subjective | 03-09-2015 |  |
| Destiny: The Taken King                                 | Bungie Studios                                                                            | Activision                                                                                           | | jeu de tir en vue subjective | 15-09-2015 |  |
| Halo 5: Guardians                                       | 343 Industries                                                                            | Microsoft Studios                                                                                    | Xbox One | jeu de tir en vue subjective | 27-10-2015 |  |
| Dead Effect 2                                           |                                                                                           | | Microsoft Windows iOS Android macOS | jeu de tir en vue subjective | 28-10-2015 06-05-2016 |  |
| Call of Duty: Black Ops III                             | Treyarch                                                                                  | Activision                                                                                           | ordinateur personnel PlayStation 4 Xbox One PlayStation 3 Xbox 360 Microsoft Windows | jeu de tir en vue subjective | 07-11-2015 |  |
| Star Wars Battlefront                                   | Digital Illusions Creative Entertainment                                                  | Electronic Arts                                                                                      | PlayStation 4 Xbox One Microsoft Windows | jeu de tir en vue subjective jeu de tir à la troisième personne                                                                                 | 17-11-2015 19-11-2015 |  |
| Warsow                                                  |                                                                                           | | Microsoft Windows Linux macOS | jeu de tir en vue subjective | 30-11-2015 |  |
| Tom Clancy's Rainbow Six: Siege                         | Ubisoft Montréal                                                                          | Ubisoft                                                                                              | Xbox One PlayStation 4 Microsoft Windows | jeu de tir en vue subjective jeu de tir tactique                                                                                                | 01-12-2015 |  |
| Space Hulk: Deathwing                                   |                                                                                           | Focus Home Interactive                                                                               | Xbox One PlayStation 4 | jeu de tir en vue subjective | 2016 |  |
| Ghost in the Shell Online                               |                                                                                           | Nexon                                                                                                | Microsoft Windows | jeu de tir en vue subjective | 2016 |  |
| Metroid Prime: Federation Force                         | Next Level Games                                                                          | Nintendo                                                                                             | Nintendo 3DS | jeu de tir en vue subjective | 2016 |  |
| Shadow Warrior 2                                        | Flying Wild Hog                                                                           | Devolver Digital                                                                                     | Microsoft Windows macOS Linux PlayStation 4 Xbox One | jeu de tir en vue subjective | 2016 |  |
| P.A.M.E.L.A.                                            |                                                                                           | | Microsoft Windows | monde ouvert jeu de tir en vue subjective | 2016 |  |
| Attractio                                               |                                                                                           | Namco Bandai Games                                                                                   | Microsoft Windows | jeu de tir en vue subjective | 19-01-2016 |  |
| Devil Daggers                                           | Sorath                                                                                    | | | jeu de tir en vue subjective | 18-02-2016 |  |
| Descent: Underground                                    | Descendent Studios                                                                        | | Microsoft Windows macOS Linux | jeu de tir en vue subjective | 03-2016 22-10-2015 |  |
| Adrift                                                  |                                                                                           | 505 Games                                                                                            | Microsoft Windows Oculus rift PlayStation 4 Xbox One | jeu de tir en vue subjective | 28-03-2016 |  |
| Battleborn                                              | Gearbox Software                                                                          | 2K Games                                                                                             | Microsoft Windows PlayStation 4 Xbox One | jeu de tir en vue subjective Arène de bataille en ligne multijoueur                                                                             | 03-05-2016 |  |
| Doom (2016)                                             | id Software                                                                               | Bethesda Softworks                                                                                   | PlayStation 4 Microsoft Windows Xbox One Nintendo Switch | jeu de tir en vue subjective | 13-05-2016(10-11-2017 Nintendo Switch) |  |
| Overwatch                                               | Blizzard Entertainment                                                                    | Blizzard Entertainment                                                                               | Microsoft Windows PlayStation 4 Xbox One | jeu de tir en vue subjective | 24-05-2016 |  |
| Until Dawn: Rush of Blood                               | Supermassive Games                                                                        | Sony Interactive Entertainment                                                                       | PlayStation 4 | jeu vidéo d'arcade survival horror jeu de tir en vue subjective                                                                                 | 13-10-2016 |  |
| Battlefield 1                                           | Digital Illusions Creative Entertainment                                                  | Electronic Arts                                                                                      | Microsoft Windows PlayStation 4 Xbox One | jeu de tir en vue subjective jeu de guerre sur ordinateur                                                                                       | 21-10-2016 |  |
| Titanfall 2                                             | Respawn Entertainment                                                                     | Electronic Arts                                                                                      | Microsoft Windows Xbox One PlayStation 4 | jeu de tir en vue subjective | 28-10-2016 |  |
| Call of Duty: Infinite Warfare                          | Infinity Ward                                                                             | Activision                                                                                           | Microsoft Windows PlayStation 4 Xbox One | jeu de tir en vue subjective | 04-11-2016 |  |
| Call of Duty: Modern Warfare Remastered                 | Raven Software                                                                            | Activision                                                                                           | Microsoft Windows PlayStation 4 Xbox One | jeu de tir en vue subjective | 04-11-2016 |  |
| Killing Floor 2                                         | Tripwire Interactive                                                                      | Tripwire Interactive                                                                                 | Microsoft Windows PlayStation 4 Xbox One | jeu de tir en vue subjective | 18-11-2016 |  |
| Resident Evil 7: Biohazard                              | Capcom                                                                                    | Capcom                                                                                               | Microsoft Windows PlayStation 4 Xbox One | jeu de tir en vue subjective Survival Horror | 24-01-2017 |  |
| Sniper: Ghost Warrior 3                                 | CI Games                                                                                  | CI Games                                                                                             | Microsoft Windows PlayStation 4 Xbox One | jeu de tir en vue subjective | 25-04-2017 |  |
| Prey                                                    | Human Head Studios                                                                        | Bethesda Softworks                                                                                   | Xbox One PlayStation 4 Microsoft Windows | jeu de tir en vue subjective monde ouvert | 05-05-2017 |  |
| LawBreakers                                             | Boss Key Productions                                                                      | Nexon                                                                                                | Windows PlayStation 4 | jeu de tir en vue subjective | 08-08-2017 |  |
| Dead Alliance                                           | Maximum Games IllFonic Psyop Games                                                        | Maximum Games                                                                                        | Microsoft Windows PlayStation 4 Xbox One | jeu de tir en vue subjective | 29-08-2017 |  |
| Destiny 2                                               | Bungie Studios                                                                            | Activision                                                                                           | PlayStation 4 Xbox One Microsoft Windows | jeu de tir en vue subjective action-RPG jeu vidéo de rôle                                                                                       | 06-09-2017 |  |
| Dishonored: Death of the Outsider                       | Arkane Studios                                                                            | Bethesda Softworks                                                                                   | PlayStation 4 Xbox One Microsoft Windows | jeu de tir en vue subjective | 15-09-2017 |  |
| Wolfenstein II: The New Colossus                        | MachineGames                                                                              | Bethesda Softworks                                                                                   | PlayStation 4 Xbox One Microsoft Windows Nintendo Switch | jeu de tir en vue subjective | 27-10-2017 (2018 Nintendo Switch) |  |
| Call of Duty: WWII                                      | Sledgehammer Games                                                                        | Activision                                                                                           | PlayStation 4 Microsoft Windows Xbox One | jeu de tir en vue subjective | 03-11-2017 |  |
| Star Wars Battlefront II                                | DICE, Criterion Games et Motive Studios                                                   | Electronic Arts                                                                                      | Microsoft Windows PlayStation 4 Xbox One | jeu de tir en vue subjective | 17-11-2017 |  |
| Far Cry 5                                               | Ubisoft Montreal Ubisoft Toronto                                                          | Ubisoft                                                                                              | Microsoft Windows PlayStation 4 Xbox One | jeu de tir en vue subjective Monde ouvert | 27-03-2018 |  |
| Call of Duty: Black Ops IIII                            | Treyarch                                                                                  | Activision                                                                                           | Microsoft Windows PlayStation 4 Xbox One | jeu de tir en vue subjective Battle royal | 12-10-2018 |  |
| Battlefield V                                           | EA DICE                                                                                   | Electronic Arts                                                                                      | Microsoft Windows PlayStation 4 Xbox One | jeu de tir en vue subjective | 20-11-2018 |  |
| Far Cry: New Dawn                                       | Ubisoft Montréal                                                                          | Ubisoft                                                                                              | Microsoft Windows PlayStation 4 Xbox One | jeu de tir en vue subjective Monde ouvert | 15-02-2019 |  |
| Raid: World War II                                      |                                                                                           | Starbreeze Studios                                                                                   | | jeu de tir en vue subjective | 2017 |  |
| Call of Duty: Modern Warfare                            | Infinity Ward                                                                             | Activision                                                                                           | Microsoft Windows PlayStation 4 Xbox One | jeu de tir en vue subjective | 25-10-2019 |  |
| Call of Duty: Black Ops Cold War                        | Treyarch                                                                                  | Activision                                                                                           | Microsoft Windows PlayStation 4 Xbox One Playstation 5 Xbox Series | jeu de tir en vue subjective | 13-11-2020 |  |
| LMNO                                                    | Electronic Arts                                                                           | Electronic Arts                                                                                      | Microsoft Windows | jeu de tir en vue subjective | |  |
| Half-Life 2: Episode Three                              | Valve Corporation                                                                         | Valve Corporation                                                                                    | Microsoft Windows Linux | jeu de tir en vue subjective | |  |
| The Hidden                                              |                                                                                           | | Microsoft Windows | jeu de tir en vue subjective | |  |
| SD Gundam Capsule Fighter                               |                                                                                           | | | jeu de tir en vue subjective mecha (anime et manga)                                                                                             | |  |
| Star Citizen                                            | Cloud Imperium Games                                                                      | Cloud Imperium Games                                                                                 | Microsoft Windows Linux | simulateur de vol spatial jeu de tir en vue subjective monde ouvert                                                                             | |  |
| They                                                    | Metropolis Software                                                                       | | Xbox 360 PlayStation 3 Microsoft Windows | jeu de tir en vue subjective | |  |
| Science and Industry                                    |                                                                                           | | Microsoft Windows | jeu de tir en vue subjective | |  |
| DeFRaG                                                  |                                                                                           | | Linux Microsoft Windows macOS | jeu de tir en vue subjective | |  |
| Special Operation 85: Hostage Rescue                    |                                                                                           | | Microsoft Windows | jeu de tir en vue subjective | |  |
| Stargate SG-1: The Alliance                             |                                                                                           | JoWooD Entertainment                                                                                 | | jeu de tir en vue subjective | |  |
| Metroid Prime Hunters                                   | Nintendo Software Technology Corporation                                                  | Nintendo                                                                                             | Nintendo DS | jeu de tir en vue subjective | |  |
| Tom Clancy's Rainbow Six: Take-Down – Missions in Korea |                                                                                           | Ubisoft                                                                                              | Microsoft Windows | jeu de tir en vue subjective | |  |
| The Crossing                                            | Arkane Studios                                                                            | Valve Corporation                                                                                    | Microsoft Windows | jeu de tir en vue subjective | |  |
| Arcticfox                                               | Dynamix                                                                                   | Electronic Arts                                                                                      | ZX Spectrum DOS Amiga Commodore 64 Atari ST | jeu de tir en vue subjective | |  |
| Absolute Zero                                           | Domark                                                                                    | Eidos Interactive                                                                                    | DOS | jeu de tir en vue subjective | |  |
| Aliens versus Predator 2: Primal Hunt                   | Monolith Productions                                                                      | Sierra Entertainment                                                                                 | Microsoft Windows Mac OS | jeu de tir en vue subjective | |  |
| Battlefield 2142: Northern Strike                       | Digital Illusions Creative Entertainment                                                  | Electronic Arts                                                                                      | | jeu de tir en vue subjective | |  |
| F.E.A.R. Combat                                         | Monolith Productions                                                                      | Sierra Entertainment                                                                                 | Microsoft Windows | jeu de tir en vue subjective | |  |
| TimeSplitters 4                                         | Crytek UK                                                                                 | | | jeu de tir en vue subjective | |  |
| Insmouse no Yakata                                      |                                                                                           | | | jeu de tir en vue subjective | |  |
| Modern Combat: Domination                               | Gameloft                                                                                  | Gameloft                                                                                             | PlayStation Portable | jeu de tir en vue subjective | |  |
| Rocket Arena                                            |                                                                                           | | Microsoft Windows | jeu de tir en vue subjective | |  |
| Counter-Strike Online 2                                 | Nexon                                                                                     | Valve Corporation                                                                                    | Microsoft Windows | jeu de tir en vue subjective | |  |
| Duke Nukem 3D: Reloaded                                 | Interceptor Entertainment                                                                 | Gearbox Software                                                                                     | Microsoft Windows | jeu de tir en vue subjective | |  |
| The Stalin Subway                                       |                                                                                           | 1C Company                                                                                           | Microsoft Windows | jeu de tir en vue subjective | |  |
| Морпех против терроризма (серия игр)                    |                                                                                           | | Microsoft Windows | jeu de tir en vue subjective | |  |
| Alliance: The Silent War                                | Linden Lab                                                                                | | Microsoft Windows | jeu de tir en vue subjective | |  |
| Amen: The Awakening                                     | Cavedog Entertainment                                                                     | GT Interactive                                                                                       | Microsoft Windows | jeu de tir en vue subjective | |  |
| Angels Fall First: Planetstorm                          |                                                                                           | | Microsoft Windows | jeu de tir en vue subjective | |  |
| Behind the Iron Gate                                    |                                                                                           | | Amiga | jeu de tir en vue subjective | |  |
| Ballistic: Ecks vs. Sever                               | Crawfish Interactive                                                                      | BAM! Entertainment                                                                                   | Game Boy Advance | jeu de tir en vue subjective | |  |
| Earth No More                                           | Radar Group                                                                               | | PlayStation 4 Xbox One Xbox 360 PlayStation 3 Microsoft Windows | jeu de tir en vue subjective | |  |
| Beyond Life                                             |                                                                                           | | Microsoft Windows | jeu de tir en vue subjective | |  |
| Beyond Zero Tolerance                                   | Technopop                                                                                 | | Mega Drive | jeu de tir en vue subjective | |  |
| School Shooter: North American Tour 2012                |                                                                                           | | Microsoft Windows | jeu de tir en vue subjective | |  |
| Burn                                                    |                                                                                           | | | jeu d'action jeu de tir en vue subjective | |  |
| City of the Dead                                        | Kuju Ltd.                                                                                 | | ordinateur personnel | jeu de tir en vue subjective | |  |
| Coded Arms: Assault                                     | Konami                                                                                    | | PlayStation 3 | jeu de tir en vue subjective | |  |
| Delta Force: Angel Falls                                | NovaLogic                                                                                 | | Microsoft Windows | jeu de tir en vue subjective jeu d'action | |  |
| Enemy in Sight                                          | 2K Czech                                                                                  | Atari                                                                                                | Microsoft Windows | jeu de tir en vue subjective | |  |
| Extreme Paintbrawl 4                                    |                                                                                           | | | jeu de tir en vue subjective | |  |
| Frontline Force                                         |                                                                                           | | Microsoft Windows | jeu de tir en vue subjective | |  |
| Golgotha                                                | Crack dot Com                                                                             | Red Hat                                                                                              | Microsoft Windows | jeu de tir en vue subjective stratégie en temps réel                                                                                            | |  |
| Hades 2                                                 |                                                                                           | | Microsoft Windows | jeu de tir en vue subjective | |  |
| Island Peril                                            |                                                                                           | | DOS | jeu de tir en vue subjective | |  |
| Jake2                                                   |                                                                                           | | Microsoft Windows | jeu de tir en vue subjective | |  |
| Marine Doom                                             |                                                                                           | | DOS | jeu de tir en vue subjective | |  |
| Multiplayer BattleTech 3025                             | Kesmai                                                                                    | | Microsoft Windows | jeu de tir en vue subjective | |  |
| PRISM: Guard Shield                                     |                                                                                           | | Microsoft Windows | jeu de tir en vue subjective | |  |
| Pie in the Sky                                          |                                                                                           | | Microsoft Windows DOS | jeu de tir en vue subjective | |  |
| Plan of Attack                                          |                                                                                           | | Microsoft Windows | jeu de tir en vue subjective | |  |
| PlayTribes                                              | GarageGames                                                                               | | Microsoft Windows | jeu de tir en vue subjective | |  |
| Point of Existence                                      |                                                                                           | | Microsoft Windows | jeu de tir en vue subjective | |  |
| Project Stealth                                         |                                                                                           | | Microsoft Windows | jeu de tir en vue subjective jeu de tir à la troisième personne                                                                                 | |  |
| Quake 3 Fortress                                        |                                                                                           | | Microsoft Windows | jeu de tir en vue subjective | |  |
| Reich                                                   |                                                                                           | | Microsoft Windows | jeu de tir en vue subjective | |  |
| Resistance and Liberation                               |                                                                                           | | Microsoft Windows | jeu de tir en vue subjective | |  |
| Robot Tank                                              |                                                                                           | | Atari 2600 | jeu de tir en vue subjective | |  |
| Steel Gunner                                            | Namco                                                                                     | Namco                                                                                                | | jeu de tir en vue subjective | |  |
| Steel Gunner 2                                          | Namco                                                                                     | Namco                                                                                                | | jeu de tir en vue subjective | |  |
| Sting: The Secret Operations                            |                                                                                           | | Microsoft Windows | jeu de tir en vue subjective | |  |
| The Dreamland Chronicles: Freedom Ridge                 | Mythos Games                                                                              | | PlayStation 2 | jeu de tir en vue subjective | |  |
| The Drowning                                            |                                                                                           | DeNA                                                                                                 | iOS | jeu de tir en vue subjective | |  |
| The Super Spy                                           | SNK Playmore                                                                              | SNK                                                                                                  | jeu d'arcade Neo-Geo AES | jeu de tir en vue subjective Beat them all action-RPG                                                                                           | |  |
| Tribes Universe                                         | Hi-Rez Studios                                                                            | | Microsoft Windows | jeu de tir en vue subjective | |  |
| Tyrannosaurus Tex                                       | Slitherine Strategies                                                                     | Eidos Interactive                                                                                    | Game Boy Color | jeu de tir en vue subjective | |  |
| USS Darkstar                                            |                                                                                           | | Microsoft Windows | jeu de tir en vue subjective | |  |
| Warco                                                   |                                                                                           | | | jeu de tir en vue subjective | |  |
| Warm Gun                                                |                                                                                           | | Microsoft Windows | jeu de tir en vue subjective | |  |
| ZPC                                                     |                                                                                           | | Microsoft Windows | jeu de tir en vue subjective | |  |
| Kileak: The DNA Imperative                              | Genki                                                                                     | | PlayStation | jeu de tir en vue subjective | |  |
| Dead Trigger 2                                          | Madfinger Games                                                                           | Madfinger Games                                                                                      | Android iOS | jeu de tir en vue subjective | |  |
| Midnight Star                                           | Industrial Toys                                                                           | Industrial Toys                                                                                      | iOS | jeu de tir en vue subjective | |  |
| Primal Carnage: Genesis                                 |                                                                                           | Auto-publié                                                                                          | Microsoft Windows PlayStation 4 | jeu de tir en vue subjective | |  |
| Fistful of Frags                                        |                                                                                           | | Microsoft Windows | jeu de tir en vue subjective | |  |
| World War Z[Lequel ?]                                   |                                                                                           | | Android iOS | jeu de tir en vue subjective | |  |
| Superhot                                                |                                                                                           | GOG.com                                                                                              | Microsoft Windows Linux macOS Xbox One | jeu de tir en vue subjective | |  |
| Human Element                                           |                                                                                           | | Microsoft Windows Xbox One PlayStation 4 | jeu de tir en vue subjective | |  |
| Unreal Tournament                                       | Epic Games                                                                                | Epic Games                                                                                           | Microsoft Windows | jeu de tir en vue subjective | |  |
| Killing Floor 2                                         | Tripwire Interactive                                                                      | Tripwire Interactive                                                                                 | Microsoft Windows | solo multijoueur (jeu vidéo) jeu de tir en vue subjective                                                                                       | |  |
| Liberation '71                                          |                                                                                           | | | jeu de tir en vue subjective | |  |
| Radix: Beyond the Void                                  |                                                                                           | | | jeu de tir en vue subjective | |  |
| Heavy Bullets                                           |                                                                                           | Devolver Digital                                                                                     | Microsoft Windows | jeu de tir en vue subjective | |  |
| Wrack                                                   |                                                                                           | | Microsoft Windows | jeu de tir en vue subjective | |  |
| Consortium                                              |                                                                                           | | Microsoft Windows | jeu de tir en vue subjective | |  |
| Gun Buster                                              | Taito                                                                                     | | | jeu de tir en vue subjective | |  |
| Depth                                                   |                                                                                           | | Microsoft Windows | jeu de tir en vue subjective | |  |
| Paranautical Activity                                   |                                                                                           | | Microsoft Windows | jeu de tir en vue subjective | |  |
| VBS3                                                    |                                                                                           | | Microsoft Windows | jeu de tir en vue subjective | |  |
| Strafe                                                  |                                                                                           | Devolver Digital                                                                                     | Microsoft Windows macOS | jeu de tir en vue subjective | |  |
| Squad                                                   |                                                                                           | | Microsoft Windows | jeu de tir en vue subjective | |  |
| Solarix                                                 |                                                                                           | | Microsoft Windows | jeu de tir en vue subjective | |  |
| Ziggurat                                                |                                                                                           | | Microsoft Windows | jeu de tir en vue subjective | |  |
| Umbrella Corps                                          | Capcom                                                                                    | Capcom                                                                                               | Microsoft Windows PlayStation 4 | jeu de tir à la troisième personne jeu de tir en vue subjective                                                                                 | |  |
| Primal Carnage: Extinction                              |                                                                                           | | Microsoft Windows | jeu de tir en vue subjective | |  |
| Warhammer: End Times - Vermintide                       | Fatshark                                                                                  | Fatshark                                                                                             | Microsoft Windows | jeu de tir en vue subjective | |  |
| Battalion 1944                                          |                                                                                           | | | jeu de tir en vue subjective | |  |
| Screencheat                                             |                                                                                           | | Linux Microsoft Windows macOS PlayStation 4 Xbox One | jeu de tir en vue subjective | |  |
| Pakistan Army Retribution                               |                                                                                           | | | jeu de tir en vue subjective | |  |
| The Culling                                             |                                                                                           | | | jeu de tir en vue subjective | |  |
| Quake Champions                                         | id Software Saber Interactive                                                             | Bethesda Softworks                                                                                   | Microsoft Windows | jeu de tir en vue subjective | |  |
| Chrome: SpecForce                                       |                                                                                           | Deep Silver                                                                                          | Microsoft Windows | jeu de tir en vue subjective | |  |
| Midnight Star: Renegade                                 | Industrial Toys                                                                           | | Android iOS | jeu de tir en vue subjective | |  |
| Paladins                                                | Hi-Rez Studios                                                                            | Hi-Rez Studios                                                                                       | macOS Microsoft Windows PlayStation 4 Xbox One | jeu de tir en vue subjective | |  |
| Installation 01                                         |                                                                                           | | macOS Microsoft Windows Linux | jeu de tir en vue subjective | |  |
| Desync                                                  | The Foregone Syndicate                                                                    | Adult Swim Games                                                                                     | Microsoft Windows | jeu de tir en vue subjective | 28-02-2017 |  |
| Effigy                                                  | Redact Games                                                                              | Haunted PS1 (en)                                                                                     | Microsoft Windows | jeu de tir en vue subjective | 2022 |  |
| ENCHAIN                                                 | mattlawr                                                                                  | Haunted PS1 (en)                                                                                     | Microsoft Windows | jeu de tir en vue subjective | 2022 |  |
| Bad Toys: The Other Mission                             | GameMaker                                                                                 | Wicked Figs                                                                                          | Microsoft Windows | jeu de tir en vue subjective | 2023 |  |
| Toyful Wonderworld                                      | GameMaker                                                                                 | Wicked Figs                                                                                          | Microsoft Windows | jeu de tir en vue subjective | 2023 |  |
| Destined                                                | Destined Team                                                                             | Destined Team                                                                                        | Microsoft Windows | jeu de tir en vue subjective | 10 mars 2018 |  |